# Liste des romans de Bob Morane

Cette page présente la liste des romans de Bob Morane publiés dans la série Bob Morane, créée par le romancier Henri Vernes.
Ces romans ont été successivement illustrés en couverture par Pierre Joubert, Henri Lievens, William Vance, Patrice Sanahujas, René Follet et Franck Leclerq.
Concernant la liste des nouvelles, on peut se reporter à la page Liste des nouvelles de Bob Morane.
Cet article concerne les romans en format papier et ne présente donc pas les aventures de Bob Morane en bande dessinée.

## Romans

### La Vallée infernale
- Année de publication : 1953 (ISBN : …)
- Situation dans la série : no 1
- Personnages :
  - William Ballantine.
  - Frank Reeves.
  - Major Gibbs.
  - John Greb.
  - Lewis Broom.
  - Vincente Rojas.
  - Tawoureh.
  - Herbert Blaine.
  - John Felton.
  - Maïri.

### La Galère engloutie
- Année de publication : 1953 (ISBN : …)
- Situation dans la série : no 2
- Personnages :
  - Frank Reeves.
  - Aristide Clairembart.
  - Leonide Scapalensi.
  - Ben Ouafa.
  - Carlotta Reeves (Pondinas).

### Sur la piste de Fawcett
- Année de publication : 1953 (ISBN : …)
- Situation dans la série : no 3
- Personnages :
  - Alejandro Rias.
  - Hazenfraz Holem.
  - Carlos Paez.
  - Antonio Paez.
  - César Raos.
  - Kanandu.
  - Yavahé.

### La Griffe de feu
- Publication aux éditions Gérard et Cie (ISBN : …)
- Année de publication : 1954
- Situation dans la série : no 4
- Date et lieux principaux de l'action :
- Personnages principaux :
- Résumé : On propose à Bob Morane de travailler en Afrique pour une société en tant qu'ingénieur pour exploiter un gisement sous-marin de gaz méthane.
  - Mise en place de l'intrigue :
  - Enquête et aventures :
  - Dénouement et révélations finales :

### Panique dans le ciel
- Publication aux éditions Gérard et Cie (ISBN : …)
- Année de publication : 1954
- Situation dans la série : no 5
- Date et lieux principaux de l'action : Aden
- Personnages principaux : Bob Morane, Professeur Aristide Clairembart, Bill Ballantine, Sir George Lester, Samuel Lefton, inventeur du Tonnerre, Jérôme Binderley, richissime collectionneur
- Résumé : Les avions Tonnerre sont victimes d'une série d'accidents. Ils vont devoir être interdits de vol…
  - Mise en place de l'intrigue : Bob Morane part enquêter à Aden afin de découvrir les causes des explosions en vol des avions Tonnerre.
  - Enquête et aventures :
  - Dénouement et révélations finales : démantèlement d'un réseau international de trafiquants d'opium, apparition des aéronefs à décollage vertical.

### L'Héritage du flibustier
- Publication aux éditions Gérard et Cie (ISBN : …)
- Année de publication : 1954
- Situation dans la série : no 6
- Date et lieux principaux de l'action :
- Personnages principaux :
- Résumé : Dans le décor tumultueux d'une révolution en Amérique centrale, la présence de Bob Morane ne plaît pas à tout le monde…
  - Mise en place de l'intrigue :
  - Enquête et aventures :
  - Dénouement et révélations finales :

### Les Faiseurs de désert
- Publication aux éditions Gérard et Cie (ISBN : …)
- Année de publication : 1955
- Situation dans la série : no 7
- Date et lieux principaux de l'action : Ile Assomption dans les Antilles
- Personnages principaux : Professeur Sixte, Professeur Clairembart, Fred Duncan
- Résumé : Bob Morane est confondu avec le Professeur Semenof et engagé de force pour assister le professeur Sixte à mettre au point des fusées permettant de diffuser un virus qui détruit toute végétation.
  - Mise en place de l'intrigue :
  - Enquête et aventures :
  - Dénouement et révélations finales :
- Lien externe : Fiche sur iSFdb

### Le Sultan de Jarawak
- Publication aux éditions Gérard et Cie (ISBN : …)
- Année de publication : 1955
- Situation dans la série : no 8
- Date et lieux principaux de l'action :
- Personnages principaux :
- Résumé : Pour une mystérieuse perle rose, Bob Morane affronte un sultan sans pitié et les périls de la jungle d'Indonésie.
  - Mise en place de l'intrigue :
  - Enquête et aventures :
  - Dénouement et révélations finales :

### Oasis K ne répond plus
- Publication aux éditions Gérard et Cie (ISBN : …)
- Année de publication : 1955
- Situation dans la série : no 9
- Date et lieux principaux de l'action : Algérie: Alger et désert saharien
- Personnages principaux :
- Résumé : Bob Morane combat les bombardiers atomiques…
  - Mise en place de l'intrigue :
  - Enquête et aventures :
  - Dénouement et révélations finales :
- Lien externe : Fiche sur iSFdb

### La Vallée des Brontosaures
- Publication : Éditions Gérard et Cie - 1955 (ISBN : …)
- Situation dans la série : no 10
- Résumé : Bob Morane est entraîné dans la jungle hostile où les hommes-léopards sèment la terreur.

### Les Requins d'acier
- Publication aux éditions Gérard et Cie (ISBN : …)
- Année de publication : 1955
- Situation dans la série : no 11
- Date et lieux principaux de l'action :
- Personnages principaux :
- Résumé : De nombreux bateaux ont été attaqués dans le Pacifique par de mystérieux pirates. De retour d'un reportage en Polynésie, Bob Morane est lui aussi attaqué par ces pirates.
  - Mise en place de l'intrigue :
  - Enquête et aventures :
  - Dénouement et révélations finales :

### Le Secret des Mayas
- Publication aux éditions Gérard et Cie (ISBN : …)
- Année de publication : 1956
- Situation dans la série : no 12
- Date et lieux principaux de l'action :
- Personnages principaux :
- Résumé : Le professeur Aristide Clairembart propose à Bob Morane de partir à la recherche d'une cité Maya disparue. Il existerait dans cette cité un Livre d'Or dans lequel serait écrite l'histoire de la civilisation Maya.
  - Mise en place de l'intrigue :
  - Enquête et aventures :
  - Dénouement et révélations finales :
- Lien externe : Fiche sur iSFdb

### La Croisière du Mégophias
- Publication aux éditions Gérard et Cie (ISBN : …)
- Année de publication : 1956
- Situation dans la série : no 13
- Date et lieux principaux de l'action :
- Personnages principaux :
- Résumé : Bob Morane part à bord du Mégophias pour le détroit de Béring pour voir un squelette d'un « mosasaure géant » qui a été signalé.
  - Mise en place de l'intrigue :
  - Enquête et aventures :
  - Dénouement et révélations finales :
- Lien externe : Fiche sur iSFdb

### Opération Atlantide
- Publication aux éditions Gérard et Cie (ISBN : …)
- Année de publication : 1956
- Situation dans la série : no 14
- Date et lieux principaux de l'action :
- Personnages principaux :
- Résumé : Naviguant en solitaire dans la mer des Caraïbes, Bob Morane aborde une petite île qu'il pense déserte pour y séjourner quelque temps.
  - Mise en place de l'intrigue :
  - Enquête et aventures :
  - Dénouement et révélations finales :
- Lien externe : Fiche sur iSFdb

### La Marque de Kali
- Publication aux éditions Gérard et Cie (ISBN : …)
- Année de publication : 1956
- Situation dans la série : no 15
- Date et lieux principaux de l'action :
- Personnages principaux :
- Résumé : Bob Morane a été envoyé par Reflets à Calcutta pour faire un reportage. À la suite de l'assassinat d'un ami de Aristide Clairembart, il entre en possession d'une statuette de Kali en plomb.
  - Mise en place de l'intrigue :
  - Enquête et aventures :
  - Dénouement et révélations finales :

### Mission pour Thulé
- Publication : Éditions Gérard et Cie - 1956 (ISBN : …)
- Situation dans la série : no 16
- Remarque : Première rencontre avec Roman Orgonetz, « l'homme aux dents d'or ».

### La Cité des sables
- Publication aux éditions Gérard et Cie (ISBN : …)
- Année de publication : 1956
- Situation dans la série : no 17
- Remarque : Deuxième rencontre avec Roman Orgonetz
- Date et lieux principaux de l'action :
- Personnages principaux :
- Résumé : Bob Morane se lance sur les traces d'un prince héritier du royaume de Kabbah, cité de sable du désert d'Arabie.
  - Mise en place de l'intrigue :
  - Enquête et aventures :
  - Dénouement et révélations finales :

### Les Monstres de l'espace
- Publication : Éditions Gérard et Cie - 1956 (ISBN : …)
- Situation dans la série : no 18

### Le Masque de jade
- Publication aux éditions Gérard et Cie (ISBN : …)
- Année de publication : 1956
- Situation dans la série : no 19
- Date et lieux principaux de l'action :
- Personnages principaux :
- Résumé : Bob Morane est en séjour au Cachemire. Par hasard, il entre en possession d'un message d'appel au secours, donnant le chemin de Tsan-Chan, la ville du Masque de Jade.
  - Mise en place de l'intrigue :
  - Enquête et aventures :
  - Dénouement et révélations finales :

### Les Chasseurs de dinosaures
- Publication : Éditions Gérard et Cie - 1957 (ISBN : …)
- Situation dans la série : no 20

### Échec à la Main Noire
- Publication aux éditions Gérard et Cie (ISBN : …)
- Année de publication : 1957
- Situation dans la série : no 21
- Lieux et date de l'action : Paris et Venise, années 1950
- Personnages principaux :
- Résumé : Bob Morane et Bill Ballantine interviennent pour venir en aide à une jeune fille qui se fait enlever par trois hommes. Elle est l'unique héritière d'un trésor caché depuis deux siècles.
  - Mise en place de l'intrigue :
  - Enquête et aventures :
  - Dénouement et révélations finales :

### Les Démons des cataractes
- Publication aux éditions Gérard et Cie (ISBN : …)
- Année de publication : 1957
- Situation dans la série : no 22
- Date et lieux principaux de l'action :
- Personnages principaux :
- Résumé : Une panne de moteur d'avion contraint Bob Morane à atterrir non loin d'une plantation. Passant la nuit dans l'avion, il est attaqué par des êtres cornus et griffus.

### La Fleur du sommeil
- Publication aux éditions Gérard et Cie (ISBN : …)
- Année de publication : 1957
- Situation dans la série : no 23
- Date et lieux principaux de l'action : Aden, Londres, Paris, Iran
- Personnages principaux : Roman Orgonetz (l'Homme aux Dents d'Or)
- Résumé : Bob Morane et Bill Ballantine doivent démanteler un réseau de trafiquants de drogue (opium) baptisé « Opération Fleur du Sommeil » par l'Homme aux Dents d'Or.

### L'Idole verte
- Publication : Éditions Gérard et Cie - 1957
- Situation dans la série : no 24

### L'Empereur de Macao
- Publication aux éditions Gérard et Cie
- Année de publication : 1958
- Situation dans la série : no 25
- Date et lieux principaux de l'action :
- Personnages principaux :
- Résumé : En touriste à Hong-Kong, Bob Morane intervient dans une bagarre et sauve la vie de l'inspecteur John Crance sérieusement blessé. Il devra enquêter sur un mystérieux bandit, M. Wan, surnommé l'« Empereur de Macao ».

### Tempête sur les Andes
- Publication aux éditions Gérard et Cie
- Année de publication : 1958
- Situation dans la série : no 26
- Date et lieux principaux de l'action :
- Personnages principaux :
- Résumé : Des missiles explosent sur les grandes villes du Pérou et le Président Cerdona a reçu un ultimatum pour démissionner. Bob Morane et Bill Ballantine, pour la revue Reflets, sont reçus par le Président pour une interview.
- Remarque :
- Article connexe :
- Lien externe :

### L'Orchidée noire
- Publication aux éditions Gérard et Cie
- Année de publication : 1958
- Situation dans la série : no 27
- Date et lieux principaux de l'action :
- Personnages principaux :
- Résumé : Un ami d’Aristide Clairembart offre 100 000 livres à qui lui ramènera les plants d'une orchidée très rare poussant sur des territoires dangereux de Bornéo. Bob Morane accepte cette offre.
- Remarque :
- Article connexe :
- Lien externe :

### Les Compagnons de Damballah
- Publication aux éditions Gérard et Cie
- Année de publication : 1958, Marabout Junior no 126
- Situation dans la série : no 28
- Date et lieux principaux de l'action :
- Personnages principaux :
- Résumé : En touriste à Haïti, Bob Morane se trouve mêlé à des conjurés qui ont pour but de renverser le dictateur Prospero.
- Lien externe :

### Les Géants de la taïga
- Publication aux éditions Gérard et Cie dans la collection Marabout Junior (no 130)
- Année de publication : 1958
- Situation dans la série : no 29
- Date et lieux principaux de l'action : Russie: Sibérie (fleuve Lena)
- Personnages principaux :
- Résumé : Le récit met en scène le clonage et la folie des hommes retranchés dans un laboratoire secret qui tentent de multiplier à l’infini des mammouths à seule fin de subvenir aux besoins alimentaires croissants de l’humanité. Si le clonage ne pose aucun problème sur le plan pratique, une plante destinée à augmenter la taille des mammouths engendre la folie de ceux-ci, qui détruisent leurs enclos et sèment la terreur dans la toundra.
- Liens externes :
  - Fiche sur iSFdb
  - « Liste des publications du roman en France » sur le site NooSFere

### Les Dents du Tigre(tome 1)
- Publication aux éditions Gérard et Cie
- Année de publication : 1958
- Situation dans la série : no 30
- Date et lieux principaux de l'action :
- Personnages principaux :
- Résumé : Dans un vieux vase tibétain, Bob Morane et ses amis trouvent un parchemin situant la cité de Leng sur un plateau désertique du Tibet.
- Remarque :
- Article connexe :
- Lien externe :

### Les Dents du Tigre(tome 2)
- Publication aux éditions Gérard et Cie
- Année de publication : 1958
- Situation dans la série : no 31
- Date et lieux principaux de l'action :
- Personnages principaux :
- Résumé : Depuis leur fuite du Tibet, Bob et ses amis sont traqués par les espions de Kuo-Ho-Tchan et échappent à plusieurs attentats.
- Remarque :
- Article connexe :
- Lien externe :

### Le Gorille blanc
- Publication aux éditions Gérard et Cie
- Année de publication : 1959
- Situation dans la série : no 32
- Date et lieux principaux de l'action : Centre-Afrique, Walobo et monts volcaniques du Rorongo.
- Personnages principaux : M'Booli, pisteur apparu dans La vallée des Brontosaures, Allan Wood, Gaëtan d'Orfraix, chasseur voulant tuer le gorille blanc.
- Résumé : Bob Morane part au Centre-Afrique. Quelqu'un vient le trouver et lui propose une grosse somme d'argent pour la capture d'un grand gorille albinos. Il devra affronter un Français souhaitant tuer l'animal.
- Remarque :
- Article connexe :
- Lien externe :

### La Couronne de Golconde
- Publication : Éditions Gérard et Cie - 1959
- Situation dans la série : no 33
- Remarque : Première apparition de l'Ombre jaune (désigné dans le roman sous son véritable nom : Monsieur Ming).
- Lien externe : Fiche sur iSFdb

### Le Maître du silence
- Publication aux éditions Gérard et Cie
- Année de publication : 1959
- Situation dans la série : no 34
- Date et lieux principaux de l'action : Royaume de Dramaout (dans la péninsule arabique).
- Personnages principaux : Haroun El Erch (dit "le Requin), le roi Zog (« le maître du silence »), Lord Pernambouc et sa fille Liane.
- Résumé : À bord d'un petit voilier, Bob Morane fait de la plongée sous-marine. Pris dans une tempête, il fait naufrage sur une petite île et est recueilli sur le voilier de lord Pernambouc. Mais ce voilier et ses occupants sont capturés par Haroun El Erch, qui a pour mission de conduire Bob Morane au Royaume de Dramaout. En effet, à la suite d'un quiproquo, le roi Zog pense que Bob Morane est le docteur Bourgoigne, seule personne capable de trouver un antidote permettant de rendre la parole aux habitants du royaume. Ceux-ci ont en effet reçu, à la demande du roi Zog, une injection d'une plante pour les rendre muets, mais le poison inoculé provoque également peu à peu la mort de tous les habitants du royaume.
- Remarque :
- Article connexe :
- Lien externe :

### L'Ombre jaune
- Publication aux éditions Gérard et Cie- 1959
- Situation dans la série : no 35
- Lien externe : Fiche sur iSFdb

### L'Ennemi invisible
- Publication aux éditions Gérard et Cie
- Année de publication : 1959
- Situation dans la série : no 36
- Date et lieux principaux de l'action :
- Personnages principaux : Professeur Mars
- Résumé : Des vols sont commis dans des joailleries de Paris. Les voleurs semblent passer à travers les murs des chambres fortes.
- Remarque : Se passe après l'Orchidée noire
- Article connexe :
- Lien externe : Fiche sur iSFdb

### La Revanche de l'Ombre Jaune
- Publication : Éditions Gérard et Cie - 1959
- Situation dans la série : no 37
- Lien externe : Fiche sur iSFdb

### Le Châtiment de l'Ombre Jaune
- Intrigue : Protégé par un lépreux et son assistante, Bill suit la trace de l'Ombre jaune pour venger Bob. Il le suit jusqu'à un temple mongol de Birmanie où le vrai Ombre jaune est abattu après l'assaut de sa citadelle.
- Publication : Éditions Gérard et Cie - 1960
- Situation dans la série : no 38
- Lien externe : Fiche sur iSFdb

### L'Espion aux cent visages
- Publication aux éditions Gérard et Cie
- Année de publication : 1960
- Situation dans la série : no 39
- Date et lieux principaux de l'action : 1960, Boitsfort (Bruxelles) et Anvers
- Personnages principaux : Nadine Flandre (fille du professeur Flandre, concepteur d'une bombe atomique miniature), le commissaire Van Eyck
- Résumé : Sous le nez de Bob Morane et de Bill Ballantine, un inconnu a dérobé une bombe atomique miniature mise au point par un professeur ami de Bob.
- Remarque :
- Article connexe :
- Lien externe : Fiche sur iSFdb

### Le Diable du Labrador
- Publication aux éditions Gérard et Cie
- Année de publication : 1960
- Situation dans la série : no 40
- Date et lieux principaux de l'action :
- Personnages principaux :
- Résumé : Bob Morane veut passer l'hiver au Labrador, afin de prendre des photos d'animaux et vivre l'expérience de l'hiver des trappeurs canadiens. À peine arrivé, il affronte dans un combat de boxe Rocky le dur local pour sauver la vie de Satan, un chien-loup battu par Rocky.
- Remarque :
- Article connexe :
- Lien externe :

### L'Homme aux dents d'or
- Publication : Éditions Gérard et Cie - 1960
- Situation dans la série : no 41

### La Vallée des mille soleils
- Publication aux éditions Gérard et Cie
- Année de publication : 1960
- Situation dans la série : no 42
- Date et lieux principaux de l'action :
- Personnages principaux :
- Résumé : Colombie en pleine révolution, des bandes armées pillent et dévastent la région où se trouvent Bob, Bill et Aristide.
- Remarque :
- Article connexe :
- Lien externe :

### Le Retour de l'Ombre Jaune
- Publication aux éditions Gérard et Cie
- Année de publication : 1960
- Situation dans la série : no 43
- Date et lieux principaux de l'action :
- Personnages principaux :
- Résumé : Sir Archibald Baywatter avise Bob Morane que Monsieur Ming pourrait être vivant, chose impossible puisque Bob l'a tué il y a presque un an.
- Remarque :
- Article connexe :
- Lien externe : Fiche sur iSFdb

### Le Démon solitaire
- Publication aux éditions Gérard et Cie
- Année de publication : 1960
- Situation dans la série : no 44
- Date et lieux principaux de l'action :
- Personnages principaux :
- Résumé : En vacances dans les Montagnes Rocheuses, Bob Morane tombe en panne de voiture près de la petite ville de Monte Verde au Nouveau-Mexique.
- Remarque :
- Article connexe :
- Lien externe :

### Les Mangeurs d'atomes
- Publication : Éditions Gérard et Cie - 1961
- Situation dans la série : no 45
- Lien externe : Fiche sur iSFdb

### Le Temple des crocodiles
- Publication aux éditions Gérard et Cie
- Année de publication : 1961
- Situation dans la série : no 46
- Date et lieux principaux de l'action :
- Personnages principaux :
- Résumé : Au Caire, le professeur Aristide Clairembart fête ses 60 ans avec Bob et Bill, quand Erik Elgmar poignardé, vient mourir en parlant du légendaire "Temple des Crocodiles".
- Remarque :
- Article connexe :
- Lien externe :

### Le Tigre des lagunes
- Publication aux éditions Gérard et Cie
- Année de publication : 1961
- Situation dans la série : no 47
- Date et lieux principaux de l'action :
- Personnages principaux :
- Résumé : Bob, Bill et Aristide Clairembart survolent l'Amazonie en hydravion, à la recherche de ruines précolombiennes.
- Remarque :
- Article connexe :
- Lien externe : Fiche sur iSFdb

### Le Dragon des Fenstone
- Publication aux éditions Gérard et Cie
- Année de publication : 1961
- Situation dans la série : no 48
- Date et lieux principaux de l'action :
- Personnages principaux :
- Résumé : En vacances aux États-Unis, Bob et Bill visitent la région des marécages d'Okefenokee. Ils arrivent à Swamp-city, lorsqu'un troisième homme vient de disparaître dans les marais, victime du "Dragon des Fenstone".
- Remarque :
- Article connexe :
- Lien externe :

### Trafic aux Caraïbes
- Publication aux éditions Gérard et Cie
- Année de publication : 1961
- Situation dans la série : no 49
- Date et lieux principaux de l'action :
- Personnages principaux :
- Résumé : Bob Morane et Bill Ballantine passent quelques jours de vacances à Haïti où ils font de la pêche sous-marine.
- Remarque :
- Article connexe :
- Lien externe :

### Les Sosies de l'Ombre Jaune
- Publication aux éditions Gérard et Cie - 1961
- Situation dans la série : no 50
- Lien externe : Fiche sur iSFdb

### Formule X-33
- Publication aux éditions Gérard et Cie - 1962
- Situation dans la série : no 51
- Lien externe : [Fiche sur iSFdb]

### Le Lagon aux requins
- Publication aux éditions Gérard et Cie
- Année de publication : 1962
- Situation dans la série : no 52
- Date et lieux principaux de l'action :
- Personnages principaux :
- Résumé : Bob Morane va d'île en île à bord d'un petit voilier. Il recueille un naufragé mourant qui lui raconte son accident d'avion et lui fait promettre de secourir son équipier prisonnier des Papous.
- Remarque :
- Article connexe :
- Lien externe :

### Le Masque bleu
- Publication aux éditions Gérard et Cie
- Année de publication : 1962
- Situation dans la série : no 53
- Date et lieux principaux de l'action :
- Personnages principaux :
- Résumé : Sous le prétexte d'aller chercher un couple d'aigles dorés adorés par les Dayaks, Bob et Bill sont chargés par le gouvernement britannique d'enquêter afin de découvrir ce que prépare le mystérieux chef Tarang qui n'apparaît plus que recouvert d'une cape et une cagoule bleues.
- Remarque :
- Article connexe :
- Lien externe :

### Les Semeurs de foudre
- Publication aux éditions Gérard et Cie
- Année de publication : 1962
- Situation dans la série : no 54
- Date et lieux principaux de l'action :
- Personnages principaux :
- Résumé : Bob, Bill et le Professeur Aristide Clairembart veulent gagner la sierra Madidi, barrière rocheuse réputée infranchissable afin d'y étudier des ruines repérées par un aviateur.
- Remarque :
- Article connexe :
- Lien externe :

### Le Club des longs couteaux
- Publication aux éditions Gérard et Cie
- Année de publication : 1962, Marabout Junior no 230
- Situation dans la série : no 55
- Date et lieux principaux de l'action :
- Personnages principaux :
- Résumé : Sur le bateau qui le mène à San Francisco, Bob Morane boxe John Mo qui avait tenté de faire dévorer un petit plongeur mexicain par un requin.
- Remarque :
- Article connexe :
- Lien externe :

### La Voix du mainate
- Publication aux éditions Gérard et Cie
- Année de publication : 1962
- Situation dans la série : no 56
- Date et lieux principaux de l'action :
- Personnages principaux :
- Résumé : De passage à Belize, Bob Morane et Bill Ballantine sont abusés par des appels au secours lancés par le mainate de la Comtessa di Napoli.
- Remarque :
- Article connexe :
- Lien externe :

### Les Yeux de l'Ombre Jaune
- Publication aux éditions Gérard et Cie
- Année de publication : 1962
- Situation dans la série : no 57
- Date et lieux principaux de l'action :
- Personnages principaux :
- Résumé : Bob, Bill, Aristide et Baywatter sont réunis à Londres chez ce dernier pour une petite soirée amicale. Martine Hems, perdue dans le brouillard dans le quartier, les appelle à son secours. Ils la sauvent d'un homme qui la poursuit, un "Homme aux Regards qui Tuent".
- Remarque :
- Article connexe :
- Lien externe : [Fiche sur iSFdb]

### La Guerre des baleines
- Publication aux éditions Gérard et Cie
- Année de publication : 1963
- Situation dans la série : no 58
- Date et lieux principaux de l'action :
- Personnages principaux :
- Résumé : De passage à Sydney, Bob et Bill font un reportage aux Terres de la Déception, près du cercle polaire arctique, dans un élevage expérimental de baleines.
- Remarque :
- Article connexe :
- Lien externe : [Fiche sur iSFdb]

### Les Sept Croix de plomb
- Publication aux éditions Gérard et Cie
- Année de publication : 1963
- Situation dans la série : no 59
- Date et lieux principaux de l'action :
- Personnages principaux :
- Résumé : Alors qu'ils font les brocanteurs de Singapour, Bob et Bill sont drogués par le capitaine Zoltan et embarqués de force sur son bateau.
- Remarque :
- Article connexe :
- Lien externe :

### Opération Wolf
- Publication aux éditions Gérard et Cie
- Année de publication : 1963, Marabout Junior no 250
- Situation dans la série : no 60
- Date et lieux principaux de l'action :
- Personnages principaux :
- Résumé : En touriste, Bob et Bill traversent le désert du Nevada en voiture. De passage dans une ancienne ville minière abandonnée de Desert Point, ils sauvent June Landon attaquée par des chiens-loups sans doute retournés à la vie sauvage.
- Remarque : Première rencontre avec le mystérieux docteur Xhatan.
- Article connexe :
- Lien externe : [Fiche sur iSFdb]

### La Rivière de perles
- Publication aux éditions Gérard et Cie, avec une couverture de H. Lievens et des illustrations de G. Forton
- Année de publication : 1963, Marabout Junior no 254.
- Situation dans la série : no 61
- Longueur : 146 pages, réparties en 14 courts chapitres.

### La Vapeur du Passé
- Publication aux éditions Gérard et Cie
- Année de publication : 1963.
- Situation dans la série : no 62
- Date et lieux principaux de l'action : Années 1960, « sud de la Sibérie ».
- Personnages principaux : Bob Morane, Bill Ballantine, Sonia Illevitch, lieutenant Obrowsky, Stanislas Zokoyan, Valeri Kiklich, les Girrits, Vii (chamane).
- Résumé :
  - Mise en place de l'intrigue : En vue de réaliser un reportage, Bob Morane et Bill Ballantine sont en avion et survolent le sud de la Sibérie. L'avion est pris dans la masse d'un mystérieux nuage vert et heurte peu après une gigantesque créature volante. L'avion est touché et perd de l'altitude. Le pilote Obrowsky ne parvient pas à éviter l'écrasement. Non loin de leur lieu de chute, Bob et Bill font la connaissance d'une petite équipe d'archéologues russes dirigés par Sonia Illevitch.
  - Enquête et aventures : Les archéologues ont découvert une mystérieuse cité souterraine. Le nuage vert fait de nouveau son apparition. Mais les guerriers Girrits d'une tribu primitive, manipulés par le chamane Vii qui leur administre un puissant hallucinogène, attaquent la petite équipe. Bob, Bill et les archéologues font face avec courage aux attaques des Girrits. Ceux-ci quittent les lieux : un nouveau danger encore plus grave et menaçant vient de surgir. En effet, à la suite du passage de la nappe gazeuse verte, des dinosaures font leur apparition ! Là encore les nerfs des aventuriers sont mis à rude épreuve. Le nuage vert s'évaporant, les dinosaures eux-mêmes s'évanouissent.
  - Dénouement et révélations finales : Bob propose trois théories pour expliquer ces événements étranges. Dans la première, la Terre est régulièrement traversée par un nuage de matière galactique verte qui revient périodiquement couper la trajectoire de la planète. Elle regonfle en énergie les dinosaures et leur redonne vie. Quand la nappe cesse de traverser la trajectoire terrienne, les animaux préhistoriques s'évanouissent et retombent dans en léthargie. La deuxième explication est que la nappe verte a des vertus hallucinogènes. Tout ce que les aventuriers ont cru avoir vécu n'a jamais existé et n'était qu’une psychose collective. La troisième explication possible est que la nappe verte avait emmagasiné des informations sur ce qu’il se passait sur Terre il y a une centaine de millions d'années et qu'elle a « restitué » des événements qui s'étaient réellement produits dans ce passé fort lointain. Mais Bob sait bien qu'aucune de ces trois explications n'est vraiment totalement convaincante. Quant à Vii, le chamane, il s'est fait mordre par un mystérieux Loup Blanc et s'est transformé, de ce fait, lui-aussi en Loup Blanc.
- Liens externes :
  - Liste des publications, selon iSFdb
  - « Liste des publications du roman en France » sur le site NooSFere

### L'Héritage de l'Ombre Jaune
- Publication aux éditions Gérard et Cie
- Année de publication : 1963
- Situation dans la série : no 63
- Date et lieux principaux de l'action :
- Personnages principaux :
- Résumé : Dans son vieux relais templier du XIIe siècle qu'il vient d'acheter en Dordogne, Bob (accompagné de Bill) reçoit la visite de dacoïts qui lui laissent le testament de L’Ombre Jaune.
- Remarque :
- Article connexe :
- Lien externe : [Fiche sur iSFdb]

### Mission à Orly
- Publication aux éditions Gérard et Cie
- Année de publication : 1964
- Situation dans la série : no 64
- Date et lieux principaux de l'action :
- Personnages principaux :
- Résumé : Pour rendre service à Josefina Sandoval, Bob et Bill vont à l'aéroport d'Orly attendre Jorge Trapero qui devait remettre des documents à Josefina. Ces documents envoyés par le père de Josefina devraient permettre d'empêcher un dictateur d'un pays voisin du Guatemala, d'attaquer celui-ci.
- Remarque :
- Article connexe :
- Lien externe :

### L'Œil d'émeraude
- Publication aux éditions Gérard et Cie
- Année de publication : 1964
- Situation dans la série : no 65
- Date et lieux principaux de l'action :
- Personnages principaux :
- Résumé : En reportage à Hong-Kong, Bob et Bill visitent les innombrables petites îles au large dans un petit cotre. Ils sont poursuivis par une jonque pirate et se réfugient dans une longue et étroite faille d'une falaise.
- Remarque :
- Article connexe :
- Lien externe :

### Les Joyaux du maharajah
- Publication aux éditions Gérard et Cie
- Année de publication : 1964
- Situation dans la série : no 66
- Date et lieux principaux de l'action :
- Personnages principaux :
- Résumé : Bob Morane fait du tourisme en Inde ou Bill Ballantine doit le rejoindre prochainement à Calcutta. Il intervient alors que Sandrah Clark est cambriolée et met en fuite le voleur.
- Remarque :
- Article connexe :
- Lien externe :

### Escale à Felicidad
- Publication aux éditions Gérard et Cie
- Année de publication : 1964
- Situation dans la série : no 67
- Date et lieux principaux de l'action : 1964, dans une république d'Amérique centrale (par exemple le Panama).
- Personnages principaux : Bob Morane, Bill Ballantine, Sorgensen, Soledad Almagro, capitaine Diaz Ribera, Pierre Loarec, Charmaine Lanyon, Enrico Mendès, général Joachim Cachorro, Antoine Groves.
- Résumé :
  - Mise en place de l'intrigue : Bob et Bill ont quitté les États-Unis pour se rendre en Colombie. L'avion fait escale à Felicidad City, une ville d'Amérique centrale. Peu avant l'arrivée, un des passagers meurt dans des circonstances suspectes.
  - Enquête et aventures : Peu après, Bob et Bill sont emmenés au poste de police par le capitaine Diaz Ribera, qui se montre méfiant à leur égard. Ils apprennent que le défunt était un agent de la CIA et qu'il s'agit du deuxième meurtre d'un agent américain en quelques semaines. Le précédent mort s'appelait Edward Rawkes. Le chef de poste de la CIA dans le pays demande à Bob et Bill s'ils accepteraient d'enquêter pour découvrir l'identité de la personne qui fait pénétrer des armes dans le pays afin de le déstabiliser. Les deux aventuriers acceptent. Ils se rendent au domicile d’Edward Rawkes (le précédent mort) et, de fil en aiguille, font la connaissance de Sorgensen, qui a été drogué récemment. L'homme est assassiné sous leurs yeux mais a le temps de leur dire qu'un certain Chet Brabant aurait des informations sur le sujet qui les intéresse. Prenant l'avion pour aller rencontrer Brabant, l'avion fait l'objet d'un détournement par des pirates de l'air. Bob et Bill prennent le contrôle de la situation, mais l'avion s'écrase dans la jungle. Par la suite, Bob, Bill et les deux autres voyageurs sont emmenés devant le chef des révolutionnaires, le général Joachim Cachorro. Un des passagers, Enrico Mendès, en tentant de s'enfuir, est abattu par les révolutionnaires. Ils parviennent à s'enfuir du camp et à s'emparer d'un avion. Ils reviennent sans encombre à Felicidad City.
  - Dénouement et révélations finales : Durant le bref entretien qu'il a eu avec le général Joachim Cachorro, Bob a compris le double sens d'un jeu de mots que le révolutionnaire a fait. Il démasque celui qui fournissait les armes aux révolutionnaires : il s'agissait du capitaine Diaz Ribera, chef de la police de Felicidad City. Bob et Bill prennent le premier avion pour la Colombie, après cette « escale » à Felicidad.

### L'Ennemi masqué
- Publication aux éditions Gérard et Cie
- Année de publication : 1964
- Situation dans la série : no 68
- Date et lieux principaux de l'action :
- Personnages principaux :
- Résumé : En séjour en Colombie chez son ami Don César Enrique Riascos, Bob et Bill arrivent chez Cristobal Algado et sa fille Juanita au moment où leur hacienda est attaquée par des cavaliers masqués.
- Remarque :
- Article connexe :
- Lien externe :

### S.S.S.
- Publication aux éditions Gérard et Cie
- Année de publication : 1964
- Situation dans la série : no 69
- Date et lieux principaux de l'action :
- Personnages principaux :
- Résumé : Flânant un soir dans Londres, Bob et Bill sont attirés par un bruit de lutte. Ils arrivent pour voir Sophia Paramount donner une correction à trois agresseurs. Bob Morane lui vient en aide et à cette occasion, ils deviennent amis.
- Remarque :
- Article connexe :
- Lien externe : [Fiche sur iSFdb]

### Le Camion infernal
- Publication aux éditions Gérard et Cie
- Année de publication : 1964
- Situation dans la série : no 70
- Date et lieux principaux de l'action : Mexique
- Personnages principaux :
- Résumé :  En séjour au Mexique, sur une route déserte, Bob et Bill sont témoins d'une bagarre entre deux conducteurs. L'un est grièvement blessé, l'autre, poursuivi un moment par Bob, parvient à s'enfuir.
- Remarque : Le roman sera adapté en épisode de série télévisée.
- Article connexe :
- Lien externe :

### Terreur à la Manicouagan
- Publication aux éditions Gérard et Cie
- Année de publication : 1965
- Situation dans la série : no 71
- Date et lieux principaux de l'action :
- Personnages principaux :
- Résumé : Bob voit Roman Orgonetz et un complice poignarder un homme. Bob les suit jusqu’à une maison, se fait repérer et capturer.
- Remarque : C'est dans ce roman que Bob Morane rencontre pour la première fois Miss Ylang-Ylang.
- Article connexe :
- Lien externe :

### Les Guerriers de l'Ombre Jaune
- Publication aux éditions Gérard et Cie
- Année de publication : 1965
- Situation dans la série : no 72
- Date et lieux principaux de l'action :
- Personnages principaux :
- Résumé : Dans plusieurs endroits du monde, des gens ont été massacrés par d'étranges inconnus portant une marque au fer rouge en forme de démon cornu sur la poitrine.
- Remarque :
- Article connexe :
- Lien externe : [Fiche sur iSFdb]

### Le président ne mourra pas
- Publication aux éditions Gérard et Cie
- Année de publication : 1965
- Situation dans la série : no 73
- Date et lieux principaux de l'action : Courant 1965, à Miami.
- Personnages principaux : Bob Morane, Gilbert (Gil) Snide, William Thorpe, Boris Zarof, Gray Holt, Consuelo, Roman Orgonetz, Herbert Gains (membre important de la CIA), Fleming (agent CIA), Ava Stocker, Dr Fuchs.
- Résumé : Le président du San Felicidad a été assassiné, puis le président du Brésil l'a été aussi. Alors que Bob est venu en vacances à Miami, un ancien camarade d'université, Gil Snide, cherche absolument à le rencontrer. Plus tard, on retrouve l'homme abattu. Bob commence une enquête et découvre que Snide faisait partie d'un groupe de chercheurs partis récemment en Amérique centrale : outre Snide, il y avait aussi William Thorpe, Boris Zarof, Gray Holt. Se mettant à leur recherche, Bob apprend que Thorpe est assassiné, puis Zarof. Bob Morane suit la piste d'une mystérieuse association extrémiste appelée « Purs Américains » qui semble travailler en liaison avec une autre organisation criminelle que Bob Morane connaît bien, le SMOG, dirigée à Miami par Roman Orgonetz. Petit à petit, Bob va faire son enquête et empêcher que le président des États-Unis ne soit lui aussi assassiné. Durant son enquête, il rencontrera la jeune et séduisante Consuelo, la mystérieuse Ava Stocker et un dangereux psychopathe nazi[1] qui s'est spécialisé dans la chirurgie esthétique et le remodelage des visages, le Dr Fuchs.
- Remarque : Il n'y a pas Bill Ballantine ni aucun des autres « méchants » habituels, à l'exception de Roman Orgonetz.

### Le Secret de l'Antarctique
- Publication aux éditions Gérard et Cie
- Année de publication : 1965
- Situation dans la série : no 74
- Date et lieux principaux de l'action :
- Personnages principaux :
- Résumé : Bob, Bill et Elaine Marian sont en expédition archéologique au pôle sud à la recherche de la légendaire "Cité des glaces", qui serait un des derniers vestiges de la civilisation Mu.
- Remarque :
- Article connexe :
- Lien externe : [Fiche sur iSFdb]

### La Cité de l'Ombre Jaune
- Publication aux éditions Gérard et Cie
- Année de publication : 1965
- Situation dans la série : no 75
- Date et lieux principaux de l'action :
- Personnages principaux :
- Résumé : Bob et Bill sont en vacances à Honolulu. Ils sont alors attaqués par des hommes sortant de l'eau en marchant et qui sont invulnérables aux balles ! Bob reconnaît les "Guerriers" de Monsieur Ming.
- Remarque : (voir "Les Guerriers de l’Ombre Jaune", no 72)
- Article connexe :
- Lien externe : [Fiche sur iSFdb]

### Les Jardins de l'Ombre Jaune
- Publication aux éditions Gérard et Cie
- Année de publication : 1966
- Situation dans la série : no 76
- Date et lieux principaux de l'action :
- Personnages principaux :
- Résumé : Bob et Bill pénètrent dans les jardins de l'Ombre Jaune, remplis de plantes carnivores violettes.
- Remarque : Suite de l'aventure précédente : La Cité de l'Ombre Jaune (no 75).
- Article connexe :
- Lien externe : [Fiche sur iSFdb]

### Le Collier de Civa
- Publication aux éditions Gérard et Cie
- Année de publication : 1966
- Situation dans la série : no 77
- Date et lieux principaux de l'action : Madras (Inde) et Royaume de Batham (entre le Népal, l'Inde et la Chine)
- Personnages principaux : Prince(sse) Nahal, héritier(ière) légitime du trône de Batham et Prince Dirak, usurpateur.
- Résumé : À Madras, Bob et Bill achètent chez un antiquaire un collier de fer, curieux mais sans réelle valeur apparente. À la sortie de la boutique, un petit mendiant tente de le voler avant de s'enfuir.
- Remarque :Scénarisation de l'album BD du même nom paru en 1963
- Article connexe :
- Lien externe :

### Organisation SMOG
- Publication aux éditions Gérard et Cie
- Année de publication : 1966
- Situation dans la série : no 78
- Date et lieux principaux de l'action :
- Personnages principaux :
- Résumé : Bob et Bill sont en vacances à la Martinique. Une fusée expérimentale américaine s'est abîmée dans les flots et n'a pas été retrouvée.
- Remarque : L'organisation SMOG est l'organisation criminelle dirigée par Miss Ylang-Ylang.
- Article connexe :
- Lien externe :

### Le Mystérieux Docteur Xhatan
- Publication aux éditions Gérard et Cie
- Année de publication : 1966
- Situation dans la série : no 79
- Date et lieux principaux de l'action : Calcutta; Haute-Birmanie
- Personnages principaux : Bill Ballantine; Nicolas-Athanase Xhatan
- Résumé : En séjour à Calcutta, Bob et Bill croisent par hasard le docteur Xhatan qui les reconnaît. La nuit suivante il leur envoie deux assassins qui ont la particularité d’être d’une belle couleur verte.
- Remarque : Histoire à suivre dans le roman : Xhatan, maître de la lumière (no 80).
- Article connexe :
- Lien externe : [Fiche sur iSFdb]

### Xhatan, maître de la lumière
- Publication aux éditions Gérard et Cie
- Année de publication : 1966
- Situation dans la série : no 80
- Date et lieux principaux de l'action : Quartier du Marais à Paris, Saint-Germain-de-Calberte en Lozère.
- Personnages principaux :
- Résumé : A Paris, des personnes disparaissent dans des circonstances étranges, évaporées par des "fantômes de lumière verte". En Dordogne, Bob et Bill reçoivent un message composé de lettres de lumière et signé XH.
- Remarque : Suite du roman "Le mystérieux Docteur Xhatan" (no 80)
- Article connexe :
- Lien externe : [Fiche sur iSFdb]

### Le Roi des archipels
- Publication aux éditions Gérard et Cie
- Année de publication : 1966
- Situation dans la série : no 81
- Date et lieux principaux de l'action :
- Personnages principaux :
- Résumé : À Macao, se plaignant de s'embourgeoiser, Bob et Bill décident d'embarquer sur un bateau pris au hasard, quelle que soit sa destination.
- Remarque :
- Article connexe :
- Lien externe :

### Le Samouraï aux mille soleils
- Publication aux éditions Gérard et Cie
- Année de publication : 1967
- Situation dans la série : no 82
- Date et lieux principaux de l'action :
- Personnages principaux :
- Résumé : A Paris, Bob Morane et Bill Ballantine reçoivent un appel au secours de Sandra Salanavic et assistent, impuissant, à son enlèvement.
- Remarque :
- Article connexe :
- Lien externe : [Fiche sur iSFdb]

### Un parfum d'Ylang-Ylang
- Publication aux éditions Gérard et Cie.
- Année de publication : 1967.
- Situation dans la série : no 83
- Date et lieux principaux de l'action : Manille (Philippines).
- Personnages principaux : Bob Morane, Bill Ballantine, Miss Ylang-Ylang, Roman Orgonetz, Miss White, Jean Sangre de Aguinaldo, Emmanuel Sangre de Aguinaldo.
- Résumé :
  - Mise en place de l'intrigue : Venus se reposer dans un hôtel de Manille, Bob Morane et Bill Ballantine sont témoins du kidnapping de la quarantaine de clients par une bande très bien organisée. Eux-seuls, prévenus par une inconnue qu'un gaz soporifique allait être diffusé, ne sont pas enlevés. Ils sont néanmoins « invités » chez Miss White, une femme dangereuse (son surnom est « La Bête Blanche ») qui leur dit agir pour le compte d'un tiers et qui les met en demeure de quitter immédiatement les Philippines.
  - Enquête et aventures : Par la suite, Bob et Bill rencontrent Emmanuel Sangre de Aguinaldo, alias « La Pieuvre des Philippines » après avoir sauvé sa fille Jean qui, comme eux, avait été enlevée. Aguinaldo les informe que quelqu'un cherche à trouver, parmi les quarante clients de l'hôtel, qui est « M.D.O. », un agent secret américain. Si on les a prévenus de l'opération d'enlèvement, c'était sans doute pour les protéger. Bob et Bill vont fouiller l'hôtel et compulsent la liste des clients. Bill fait une remarque très intéressante sur un des clients, dont le nom évoque, selon un certain sens, M.D.O. Constatant que Miss White habite cet hôtel, ils parviennent à son appartement. Bob la découvre grièvement blessée, un couteau planté dans le torse. Interrogée sur la personne qui l'a attaquée, Miss White répond par ce seul nom : « Zampolo ». Bob contacte Aguinaldo, qui lui explique que Zampolo n'est pas une personne mais une île de l'archipel philippin. Les deux aventuriers se rendent sur cette île. Ils y découvrent la base de Miss Ylang-Ylang, chef d'un des réseaux du SMOG. Son principal lieutenant, Roman Orgonetz, est présent aussi. La jeune femme a fait enlever les clients de l'hôtel car le SMOG souhaite récupérer l'agent américain « M.D.O. », et c'est elle qui avait prévenu Bob et Bill du gaz soporifique. Après un face-à-face tendu au cours duquel Bob Morane constate, comme il avait pu le faire dans deux autres romans de la série, que Miss Ylang-Ylang l'aime, les deux hommes sont menacés d'être exécutés. Bob propose un marché à l'eurasienne : il révèlera le nom de l'agent M.D.O. (cf. la découverte de Bill), et en contrepartie Miss Ylang-Ylang ordonne leur libération. L'eurasienne accepte. Bob indique qui est, selon le raisonnement de Bill, l'agent M.D.O. Miss Ylang-Ylang est enchantée de recueillir l'information, mais reniant le marché conclu quelques instants plus tôt, annonce à Bob et Bill qu'ils seront exécutés trente minutes plus tard. S'approchant près de Bob et lui faisant une accolade, elle lui remet discrètement un pistolet.
  - Dénouement et révélations finales : Le groupe du SMOG, y compris Miss Ylang-Ylang et Roman Orgonetz, quitte les lieux, laissant seuls les deux aventuriers avec un garde. Bob dénoue ses liens et abat le garde. Les deux amis, libres, décident de retourner à Manille. La suite du roman est racontée dans Alias M.D.O. (roman no 88).
- Remarque : Troisième apparition de la belle eurasienne Miss Ylang-Ylang après Terreur à la Manicouagan (no 71) et Organisation SMOG (no 78). Le titre est un jeu de mots entre l'aventurière et le parfum Ylang-ylang.
- Lien externe : « Liste des publications du roman en France » sur le site NooSFere

### Le Talisman des Voïvodes
- Publication aux éditions : Gérard et Cie
- Année de publication : 1967
- Situation dans la série : no 84
- Date et lieux principaux de l'action : Brno (Tchécoslovaquie)
- Personnages principaux : Bob Morane, Bill Ballantine, Thérésa Zarutti, Zarlowo…
- Résumé :
  - Mise en place de l'intrigue : Bob Morane et son ami Bill Ballantine côtoient le milieu sombre des Tziganes, en pleine crise depuis l'assassinat de Pedre Zarutti, le roi d'une des tribus, par Zarlowo le Balafré. Celui-ci a voulu se venger d'avoir été exclu du clan et tente également de devenir le nouveau Voïvode des Tziganes.
  - Enquête et aventures : Allié avec un gangster notoire (« le Sicilien »), il a en effet volé tous les insignes ancestraux, empêchant ainsi la jeune Thérésa Zarutti de succéder à son père. Il ne lui manque maintenant plus que l'anneau du dernier Voïvode, qui repose dans le cimetière d'Olomouc en Tchécoslovaquie, pour parvenir à ses fins. Bob et Bill proposent leur aide à Thérésa Zarutti pour retrouver les insignes et empêcher Zarlowo de s'approprier la bague du Voïvode.
  - Dénouement et révélations finales :
- Remarque :
- Article connexe :
- Lien externe :

### Le Cratère des immortels
- Publication aux éditions Gérard et Cie
- Année de publication : 1967
- Situation dans la série : no 85
- Date et lieux principaux de l'action : Tumuc Humac (Guyane française)
- Personnages principaux : Bob Morane, Bill Ballantine, Andréa Steiner, Dahlia Shani…
- Résumé : Bob est mis au courant par le colonel Jouvert, chef des services secrets français, de faits étranges dans les montagnes de Tumuc Humac en Guyane française. Il semblerait qu'un professeur en géographie et son adjointe, Andréa Steiner, soient tombés par hasard sur un camp d'entrainement nazi. Mais la guerre est finie depuis bien longtemps ! Jouvert charge Bob et Bill Ballantine de faire la lumière sur cette affaire et de ramener saine et sauve Andréa restée là-bas, au milieu de la jungle peuplée par les indiens Longues-Oreilles…
- Remarque : L'intrigue est très proche de celle de L'Invention de Morel, roman de l'auteur argentin Adolfo Bioy Casares, paru en 1940.
- Article connexe :
- Lien externe : [Fiche sur iSFdb]

### Les Crapauds de la mort
- Publication aux éditions Gérard et Cie.
- Année de publication : 1967.
- Situation dans la série : no 86
- Date et lieux principaux de l'action : Tiahuanaco (Bolivie) ; Hambourg (début du roman).
- Personnages principaux : Bob Morane, Bill Ballantine, Muchaqui (capitaine de navire), Trinidad Ayma (jeune femme).
- Résumé :
  - Mise en place de l'intrigue : Bob Morane et Bill Ballantine, en tourisme à Hambourg, voient un matelot tomber du haut d'un navire équatorien, le Machu Pichu. L'homme a un tatouage représentant un crapaud à la base du cou ; il semblait être poursuivi et sa mort semble très suspecte. Néanmoins la police allemande n'y voit que l'accident, ou le suicide, d'un marin ivre. Le commandant du navire, Muchaqui, a lui aussi un tatouage représentant un crapaud.
  - Enquête et aventures : La nuit suivante, Bill Ballantine va faire une visite près du navire suspect. Il est agressé, assommé et emmené à bord. Le matin, Bob recherche son compagnon, sans succès. Il retrouve sur le port un bouton de la veste de Bill et comprend que Bill a été fait prisonnier. Il décide de se rendre en avion vers le lieu de destination du navire : Callao, et au-delà, Tiahuanaco, en plein cœur de l'Altiplano. Bob remarque un homme portant le même tatouage suspect déjà aperçu, ce qui le met sur la piste du repaire souterrain d'une société secrète. Chacun d'eux porte une tenue bizarre de cérémonie ainsi qu'un masque de crapaud. Tapi dans un coin sombre, Bob assiste à une cérémonie de cette secte, dirigée par le Crapaud-Impérial. Celui-ci condamne une jeune femme, Trinidad Ayma, à subir un terrible châtiment. Il libère la jeune femme : elle est la fille d'un chef indien, et sait que les Crapauds de la mort, comme on appelle ces êtres étranges, sont originaires d'une autre planète et se sont acclimatés sur Terre. Ils ont décidé de se lancer à l'assaut de la cordillère des Andes, puis du continent sud-américain. Elle lui dit aussi qu'il y a trois camps souterrains de prisonniers. Bob et Trinidad rentrent à Callao. Le Machu Pichu arrive quelques jours plus tard. Ils ne localisent pas Bill et Bob suppose qu'il a été emmené secrètement dans l'un des camps de prisonniers.
  - Dénouement et révélations finales : Bob et Trinidad retournent donc au repaire souterrain de la société secrète. Ils s'emparent de costumes de la confrérie et se font révéler le mot de passe. Bob a emporté avec lui des cartouches de dynamite. Il libère Bill et plusieurs indiens retenus prisonniers, dont le père de Trinidad. Avec eux, il fait prisonniers l'ensemble des membres de la secte, dont aucun n'est extraterrestre. Seul le Crapaud-Impérial présente un visage particulièrement étrange, des pieds palmés et une peau granuleuse. Il meurt en emportant son secret. Bob ne parvient pas à déterminer s'il était vraiment un extraterrestre ou un humain atteint d'une maladie inconnue.
- Lien externe : [Fiche sur iSFdb]
- Remarque : Bob Morane rencontrera encore les extraterrestres Crapauds dans L'Empreinte du Crapaud (1968), Le Masque du Crapaud (1975) et L'Antre du Crapaud (1996).

### Les Papillons de l'Ombre Jaune
- Publication aux éditions Gérard et Cie
- Année de publication : 1968
- Situation dans la série : no 87
- Date et lieux principaux de l'action : Nairobi (Kenya)
- Personnages principaux : Bob Morane, Bill Ballantine, l'Ombre Jaune (Ming), Allan Wood.
- Résumé : Bob Morane et son ami Bill Ballantine sont confrontés à leur plus grand ennemi : l'Ombre Jaune. Celui-ci prévoit le chaos en créant des papillons génétiquement modifiés qui mordent les êtres vivants et propagent le virus dit d’amok. Les personnes touchées par ce virus entrent alors dans une folie meurtrière, se massacrant entre elles. Bob et Bill, aidés par Allan Wood (La Vallée des Brontosaures, roman no 10) et Lynn Aldiss, une jeune photographe, vont tenter de contrer une nouvelle fois l'Ombre Jaune.
- Lien externe : [Fiche sur iSFdb]

### Alias M.D.O.
- Publication aux éditions Gérard et Cie
- Année de publication : 1968
- Situation dans la série : no 88
- Date et lieux principaux de l'action : Manille (Philippines)
- Personnages principaux : Bob Morane, Bill Ballantine, Roman Orgonetz, Miss Ylang-Ylang…
- Remarque : Ce roman est la suite du roman no 83 : Un Parfum d'Ylang-Ylang.
- Résumé : Après avoir été contraint de donner le nom du mystérieux M.D.O. à Miss Ylang-Ylang, Bob Morane doit maintenant le sauver des griffes de l'eurasienne.
- Article connexe :
- Lien externe :

### L'Empreinte du Crapaud
- Publication aux éditions Gérard et Cie
- Année de publication : 1968
- Situation dans la série : no 89
- Date et lieux principaux de l'action : Région marécageuse indéfinie (France)
- Personnages principaux : Bob Morane, Bill Ballantine, Aude de Machelouve
- Résumé : Bob Morane et Bill Ballantine sont confrontés à Aude de Machelouve et ses redoutables Homme-Crapauds au milieu d'un marécage des plus sinistres. Aude de Machelouve, dite la Fille du Crapaud, est-elle une sorcière ? ou un fantôme? ou tout simplement une folle qui se croit immortelle ? Bob et Bill tentent d'éclaircir le mystère.
- Remarque : Bob Morane avait déjà rencontré les extraterrestres Crapauds dans Les Crapauds de la mort (1967, roman no 86) et les rencontrera encore dans Le Masque du Crapaud (1975) et L'Antre du Crapaud (1996).
- Lien externe : [Fiche sur iSFdb]

### La Forteresse de l'Ombre Jaune
- Publication aux éditions Gérard et Cie
- Année de publication : 1968
- Situation dans la série : no 90
- Date et lieux principaux de l'action : Île Inaccessible (peut-être île Tristan da Cunha dans l'Atlantique Sud)
- Personnages principaux : Bob Morane, Bill Ballantine, L'Ombre Jaune (Ming), Sophia Paramount
- Résumé : Bob et Bill se rendent dans l'archipel de l'Île Inaccessible pour retrouver leur amie Sophia Paramount. Tout laisse à penser que l'Ombre Jaune est derrière ce kidnapping, ainsi que celui de plusieurs savants réputés. Sur place les deux amis découvrent que Ming a construit une forteresse imprenable sur une des îles pour y élaborer un plan maléfique de conquête du Monde.
- Remarque : Premier volet de la nouvelle série intitulée Le cycle du Temps.
- Article connexe :
- Lien externe : [Fiche sur iSFdb]

### Le Satellite de l'Ombre Jaune
- Publication aux éditions Gérard et Cie
- Année de publication : 1968
- Situation dans la série : no 91
- Date et lieux principaux de l'action : En l'an 10 000, dans l'espace, puis à Paris et en Auvergne / En l'an 2300, dans l'espace essentiellement.
- Personnages principaux : Bob Morane, Bill Ballantine, L'Ombre Jaune (Ming), Sophia Paramount, Tania Orloff
- Résumé : L'Ombre jaune a réussi à envoyer son satellite dans l'espace. Bob et Bill sont chargés de le détruire, mais pour cela ils doivent voyager dans le temps. Envoyés en l'an 10 000, ils vont découvrir l'horreur du projet de Ming, qui menace non seulement la Terre mais tout l'univers.
- Remarque : Deuxième volet de la série intitulée Le Cycle du Temps.
- Article connexe :
- Lien externe : [Fiche sur iSFdb]

### Les Captifs de l'Ombre Jaune
- Publication aux éditions Gérard et Cie
- Année de publication : 1968
- Situation dans la série : no 92
- Date et lieux principaux de l'action :
- Personnages principaux :
- Résumé : L'Ombre Jaune capture trois individus et compte s’emparer du trésor des Templiers, du secret de la transmutation des métaux en or et de l’Elixir de jeunesse et du génie militaire de ces trois personnages.
- Remarque : Troisième volet de la série intitulée Le Cycle du Temps. Histoire à suivre dans: « Les sortilèges de l’Ombre Jaune »
- Article connexe :
- Lien externe : [Fiche sur iSFdb]

### Les Sortilèges de l'Ombre Jaune
- Publication aux éditions Gérard et Cie
- Année de publication : 1969
- Situation dans la série : no 93
- Date et lieux principaux de l'action :
- Personnages principaux :
- Résumé :  À Paris, Bob Morane et Bill Ballantine rentrent du cinéma. Au Quai Voltaire les attend un vieillard. Il se présente comme étant Merlin L'Enchanteur.
- Remarque : Quatrième volet de la série intitulée Le Cycle du Temps. Histoire à suivre dans: « Les bulles de l’Ombre Jaune » (no 99)
- Article connexe :
- Lien externe : [Fiche sur iSFdb]

### Les Mangeurs d'âmes
- Publication aux éditions Gérard et Cie
- Année de publication : 1969
- Situation dans la série : no 94
- Date et lieux principaux de l'action :
- Personnages principaux :
- Résumé : Bob et Bill viennent au secours d'une femme attaquée par quatre hommes dont un est un blanc déguisé en mulâtre. Elle surveillait une cérémonie des "Frères de la Félicité", société secrète Vaudou dont semble avoir été victime sa tante.
- Remarque :
- Article connexe :
- Lien externe : [Fiche sur iSFdb]

### La Terreur verte
- Publication aux éditions Gérard et Cie
- Année de publication : 1969
- Situation dans la série : no 95
- Date et lieux principaux de l'action :
- Personnages principaux :
- Résumé : Bob Morane et Bill Ballantine accompagnent Elaine Marian qui doit aller à la recherche d’un ancien temple dans la forêt amazonienne.
- Remarque :
- Article connexe :
- Lien externe :

### Menace sous la mer
- Publication aux éditions Gérard et Cie
- Année de publication : 1969
- Situation dans la série : no 96
- Date et lieux principaux de l'action :
- Personnages principaux :
- Résumé : Bob et Bill arrivent chez le professeur Hornet qui les a appelés à son secours. Bob reçoit un coup de téléphone d'une femme lui déconseillant de se mêler de cette affaire. Il reconnaît Miss Ylang-Ylang.
- Remarque :
- Article connexe :
- Lien externe :

### Les Masques de soie
- Publication aux éditions Gérard et Cie
- Année de publication : 1969
- Situation dans la série : no 97
- Date et lieux principaux de l'action : Londres
- Personnages principaux : Alicia Ferlin (Sonjia Borjack), Sir Achibald Baywatter, le Professeur Hooligsby
- Résumé : Un soir à Londres, Bob et Bill sont pris dans un attroupement provoqué par un groupe de rock-stars. Dans la bousculade, Bob heurte la belle Alicia Ferlin et fait tomber le vase chinois qu'elle venait juste d'acheter chez un antiquaire. Il se propose de le restaurer et découvre une inscription en chinois qu'il demande à son ami sinologue, le Professeur Hooligsby, de déchiffrer. Des sbires au visage caché par des bandelettes de soie, les Mandarins de la Paix Suprême, rodent autour de Miss Ferlin, enlèvent le professeur ; Bob et Bill le délivrent et découvrent un coffret dans les caves du British Museum qui contient la formule d'une bombe super-puissante inventée par l'empereur chinois Yu. Les Mandarins s'avèrent être les services secrets de Boldavie, un pays d'Europe centrale dont le dictateur, féru de sinologie, est intéressé par la bombe. La formule sera détruite par un mécanisme d'auto-destruction.
- Remarque : Il est vraisemblable que ce roman, assez médiocre, soit parmi les premiers écrits par Philippe Vandooren, et non par Henri Vernes. Le style du début, très imagé, est assez différent de celui de Vernes ; certains tics de langage habituels des deux héros ne sont pas respectés (Bob Morane appelle Alicia Ferlin "mademoiselle" lors de leur première rencontre), et les noms assez complexes des personnages deviendront une caractéristique des romans de Vandooren. Son nom figure par ailleurs ostensiblement en épigraphe comme directeur de la collection Marabout Pocket.
- Article connexe :
- Lien externe :

### L'Oiseau de feu
- Publication aux éditions Gérard et Cie
- Année de publication : 1969
- Situation dans la série : no 98
- Date et lieux principaux de l'action :
- Personnages principaux :
- Résumé : A bord d'un petit voilier, Bob et Bill naviguent pour le plaisir et franchissent volontairement une ligne de bouées rouges. Un drôle d'engin rouge jaillit de l'eau.
- Remarque : Ce roman est en fait une novélisation de la bande dessinée Bob Morane et l’Oiseau de feu parue en 1959 dans Femmes d'aujourd'hui et éditée aux Éditions Marabout en 1960.
- Article connexe :
- Lien externe : [Fiche sur iSFdb]

### Les Bulles de l'Ombre Jaune
- Publication aux éditions Gérard et Cie
- Année de publication : 1969
- Situation dans la série : no 99
- Date et lieux principaux de l'action : Manhattan à New York dans le futur
- Personnages principaux : Bob Morane, Bill Ballantine, Ming (l'Ombre Jaune)…
- Résumé : Emprisonné dans son fragment de Zungowll, l'Ombre Jaune continue de dériver dans l’espace sans fin à des années-lumière de la galaxie.
- Remarque : Cinquième volet de la série intitulée Le Cycle du Temps. Histoire à suivre dans : « Une Rose pour l’Ombre Jaune » no
- Article connexe :
- Lien externe : [Fiche sur iSFdb]

### Commando épouvante
- Publication : Éditions Gérard et Cie - 1970
- Situation dans la série : no 100
- Date et lieux principaux de l'action : Brésil
- Personnages principaux : Bob Morane, Bill Ballantine
- Intrigue : Bob Morane et Bill Ballantine sont embauchés (de force) par Herbert Gains (chef de la CIA) pour détruire un mystérieux cône dans la jungle brésilienne.

### La Piste de l'ivoire
- Publication aux éditions Gérard et Cie
- Année de publication : 1970
- Situation dans la série : no 101
- Date et lieux principaux de l'action : Tanzanie
- Personnages principaux : Bob Morane, Bill Ballantine, Jeremy et Ann Kircher…
- Résumé : Bob Morane et Bill Ballantine, en safari photo en Afrique, rejoignent la petite ville d'Usongo dans l'espoir d'acheter de la pellicule. Ils font alors la rencontre de Tholonius Zourk et de sa bande, chasseurs illégaux d'éléphants, rencontre qui se termine par une bagarre. Revenus à leur safari, ils sont mis en joue par un jeune gardien du parc, qui les prend pour des braconniers, et s'avère finalement être une femme, Ann Kircher. Rassurée par le nom du commandant Morane, elle ramène les deux amis au ranch de son père. Ils se lancent à la poursuite de la bande de Zourk, qui s'est alliée à la tribu des Kasongos. Abandonnés par leur véhicule, ils sont faits prisonniers par la tribu mais parviennent à s'échapper. Zourk met le feu à la savane pour en finir avec les fuyards. Dans leur fuite, ils découvrent un cimetière des éléphants dans une grotte cachée par une chute d'eau. Rattrapés, ils sont sauvés par la brusque éruption du volcan Virarongo, qui met les indigènes en fuite. Mais l'incendie s'étend à tout le parc et coupe le ranch, que les fuyards ont réussi à atteindre, du reste du monde. Après un rationnement de plusieurs jours, l'incendie est finalement éteint par la pluie. Morane se rend à Dar es Salam pour obtenir de l'aide du gouvernement.
- Remarque : À nouveau un roman assez médiocre où on trouve à la fois les habitudes d'écriture de Vernes et la patte de Philippe Vandooren, en particulier le nom improbable de Tholonius Zourk et le machisme de Morane, et la fuite interminable du héros dans la forêt. L'intrigue n'a pas grand intérêt, l'originalité du cimétière des éléphants n'apportant rien, puisqu'il est immédiatement détruit par l'incendie. La probité et la capacité d'intervention du gouvernement tanzanien sont invraisemblables.
- Article connexe :
- Lien externe :

### Les Tours de cristal
- Publication aux éditions Gérard et Cie
- Année de publication : 1970
- Situation dans la série : no 102
- Date et lieux principaux de l'action : Empire de Mu, environ 50 000 ans avant le XXe siècle.
- Personnages principaux : Bob Morane, Bill Ballantine, Aristide Clairembart…
- Résumé : Bob, Bill et Aristide rentrent de Papouasie vers Tahiti en avion de ligne. Pris dans un orage, le pilote doit faire un atterrissage forcé sur une petite île. En attendant les secours, les trois amis partent faire une petite reconnaissance de l’île. Ils découvrent une antique cité en ruine, et, pris dans l’explosion d’une météorite, perdent connaissance. Quand ils reprennent leurs esprits, les ruines ont disparu, ainsi que l'avion et les passagers.
- Remarque : novélisation de la BD de 1962 dessinée par Attanasio.
- Article connexe :
- Lien externe :

### Les Cavernes de la nuit
- Publication aux éditions Gérard et Cie
- Année de publication : 1970
- Situation dans la série : no 103
- Date et lieux principaux de l'action :
- Personnages principaux :
- Résumé : A Paris, des assassinats étranges ont été commis, sans mobile apparent, par un géant rouge nu, aux yeux entièrement noirs.
- Remarque :
- Article connexe :
- Lien externe :

### L'Île du passé
- Publication aux éditions Gérard et Cie
- Année de publication : 1970
- Situation dans la série : no 104
- Date et lieux principaux de l'action : Nouvelle-Guinée
- Personnages principaux :
- Résumé : Errant dans un village perdu en Nouvelle-Guinée, Bob et Bill manquent le seul avion hebdomadaire pour quitter les lieux. Une jeune et belle anglaise, Pearl Standish, surgit alors et leur offre de les emmener à Singapour à bord de son jet privé. Ils sont pris dans une tempête qui les fait dévier de leur route, et au moment d'en sortir, sont abattus par un autre avion. Naufragés en mer, il gagnent le rivage d'une île malaise inconnue. Ils découvrent que cette île est dirigée par un riche magnat du pétrole passionné par l'Antiquité, Evariste Evaristos, qui y a reconstruit la Rome de César en carton pâte. Il tient une partie de la population, vêtue à la romaine, sous sa férule, toutefois une autre partie lui est rebelle et cachée dans la montagne. Les trois amis étant faits prisonniers, Bob est contraint de participer à une course de char avec Evaristos, qu'il vainc, ce qui mécontente le despote. Ils s'évadent et tentent de s'emparer de l'avion qui les a abattus, poursuivis par Evaristos. Tombés par hasard sur les rebelles, Bob et Bill s'emparent de l'avion, s'envolent pour l'île voisine et mobilisent les habitants, qui organisent une expédition et battent les hommes d'Evaristos. Celui-ci sera jugé, mais vu sa fortune, sera sans doute interné et non pas condamné.
- Remarque: On retrouve des traces de la participationde Philippe Vandooren à l'écriture du roman, assez médiocre, dans le machisme de Bob Morane et dans certains dialogues. La fuite éperdue dans la jungle devant une horde hostile, avec l'obligation de porter la frêle jeune fille qui les accompagne, est une resucée de la Piste de l'ivoire. Le scénario de la recherche d'aide extérieure pour délivrer l'île est invraisemblable.
- Article connexe :
- Lien externe :

### Une rose pour l'Ombre Jaune
- Publication aux éditions Gérard et Cie
- Année de publication : 1970
- Situation dans la série : no 105
- Date et lieux principaux de l'action : XXXIVe siècle
- Personnages principaux :
- Résumé : Grâce à la technologie de Zanhedrin, Yoland de Montalde, pour l'amour d'Isabeau de Rocadour dérobe la Rose de Niviork, refuge de la Vapeur Rose. Quelques heures après, Ming arrive à son tour à Niviork en 3322 pour lui aussi dérober la Rose et forcer le Strength à le servir.
- Remarque : Sixième volet de la série intitulée Le Cycle du Temps.
- Article connexe :
- Lien externe :

### Rendez-vous à nulle part
- Publication aux éditions Gérard et Cie
- Année de publication : 1971
- Situation dans la série : no 106
- Date et lieux principaux de l'action :
- Personnages principaux :
- Résumé : À Paris, Bob reçoit une carte des États-Unis de Sophia Paramount, postée le 12 avril 1876.
- Remarque : Nouvelle rencontre avec le Docteur Xhatan.
- Article connexe :
- Lien externe :

### Les Contrebandiers de l'atome
- Publication aux éditions Gérard et Cie (puis réédité par La Librairie des Champs-Élysées, no 17, 1979)
- Année de publication : 1970
- Situation dans la série : no 107
- Date et lieux principaux de l'action : Brésil (Amazonie) - Fin des années 1960 ou début des années 1970.
- Personnages principaux : Bob Morane, Bill Ballantine, Jorge Serena, Toreros, Miss Ylang-Ylang.
- Résumé :
  - Mise en place de l'intrigue : Bob et Bill survolent l'Amazonie pour leur plaisir, quand l'avion se détraque et tombe au sol. Les deux aventuriers rencontrent une bande de trafiquants d'uranium dont les chefs sont Jorge Serena et Miss Ylang-Ylang.
  - Enquête et aventures : Ils s'en échappent et tombent sur une seconde bande de trafiquants, menés par Toreros. Celui-ci et Serena sont en conflit pour le contrôle de l'exportation illégale de l'uranium au profit de puissances étrangères. Bob et Bill détruisent les avions des deux bandes.
  - Dénouement et révélations finales : Ils font capturer la bande de Serena par la police brésilienne, mais Miss Ylang-Ylang réussit à s'enfuir en s'emparant d'un hélicoptère de la police.
- Remarque : Dans le roman, le lien amour-détestation entre Bob Morane et Miss Ylang-Ylang est mis en lumière à plusieurs reprises, chacun des deux aventuriers regrettant que l'autre soit comme il est et de ne pas pouvoir vivre une relation amoureuse. Miss Ylang-Ylang tente de sauver la vie de Bob Morane en temporisant les efforts de Serena pour l'exécuter, et Bob se déclare satisfait de voir la jeune femme s'enfuir à la fin du roman.
- Lien externe : « Liste des publications du roman en France » sur le site NooSFere

### L'Archipel de la terreur
- Publication : Éditions Gérard et Cie - 1971
- Situation dans la série : no 108

### La Vallée des crotales
- Publication aux éditions Gérard et Cie
- Année de publication : 1971
- Situation dans la série : no 109
- Date et lieux principaux de l'action :
- Personnages principaux :
- Résumé : En balade dans le désert du Nouveau-Mexique, Bob Morane et Bill Ballantine tombent en panne de voiture.
- Remarque :
- Article connexe :
- Lien externe :

### Les Spectres d'Atlantis
- Publication : Éditions Gérard et Cie - 1971
- Situation dans la série : no 110

### Ceux-des-roches-qui-parlent
- Publication aux éditions Gérard et Cie
- Année de publication : 1972
- Numéro d'ordre dans la série : no 111
- Résumé : "Chullo" poursuit "Le Manchot" et "Le Manchot" tue "Chullo" en provoquant un éboulement puis s'enfuit. Mais Bob et Bill, en promenade dans les Andes, observent la scène à la jumelle sans pouvoir intervenir.
- Remarque :
- Article connexe :
- Lien externe :

### Poison blanc
- Publication aux éditions Gérard et Cie
- Année de publication : 1972
- Numéro d'ordre dans la série : no 112
- Résumé : À Banyuls, Bob et Bill s'attablent avec Pierrot Pallabardes et sa fille Vic. Pierrot a des ennuis. Il explique de quoi il retourne : une bande de trafiquants entend utiliser son établissement pour leur trafic.
- Remarque :
- Article connexe :
- Lien externe :

### Krouic
- Publication aux éditions Gérard et Cie
- Année de publication : 1972
- Numéro d'ordre dans la série : no 113
- Résumé : Bob et Bill se promènent sur un champ de foire. Ils sont accostés par un nain, Krouic, qui semble bien les connaître, ainsi que leur emploi du temps. Krouic les invite à un " vrai spectacle ".
- Remarque :
- Article connexe :
- Lien externe :

### Piège au Zacadalgo
- Publication aux éditions Gérard et Cie
- Année de publication : 1972
- Numéro d'ordre dans la série : no 114
- Résumé : André Novo a demandé à Bob Morane de venir le retrouver au Zacadalgo en pleine révolution. Pour respecter une parole donnée à son père mourant, Bob s'y rend.
- Remarque :
- Article connexe :
- Lien externe :

### La Prison de l'Ombre Jaune
- Publication aux éditions Gérard et Cie
- Année de publication : 1973
- Numéro d'ordre dans la série : no 115
- Résumé : Dans divers points du temps et de l'espace, BAG-10 surveille et film Monsieur Ming. Tout d'abord sur Phobos Ming en train de lire des caractères hébraïques sur un écran vidéo, ensuite sur Terre en train de tuer le grand prêtre d'un temple antique et de prendre sa place.
- Remarque : Septième volet de la série intitulée Le Cycle du Temps
- Article connexe :
- Lien externe :

### Le Secret des sept temples
- Publication aux éditions Gérard et Cie
- Année de publication : 1973
- Numéro d'ordre dans la série : no 116
- Résumé : A l'hôtel Cristobal de Puerto-Deception, à la suite d'un échange de chambre avec la belle journaliste Rose Sunday, un dénommé Sinclair, blessé, vient mourir en pleine nuit dans la chambre de Bob Morane. Bob trouve dans sa poche le plan griffonné de sept temples mayas situés au bout des sept bras du rio Spirito Malo. En compagnie de Bill Ballantine, il entreprend de remonter le rio et retrouve Rose Sunday sur le parcours. Il s'adjoint l'aide de l'Indien José, qui les mène à travers les marais sur le parcours du rio jusqu'à un temple fraîchement restauré, au sommet d'une pyramide maya. Effrayé par un dragon de pacotille, José s'enfuit, alors que Bill et Rose disparaissent brusquement. Bob découvre qu'ils ont été emmenés à l'intérieur de la pyramide, qui cache, au bout d'un long couloir dérobé, une intense activité de l'organisation Smog dirigée par Roman Orgonetz, aux ordres d'une puissance ennemie des Etats-Unis. Leur objectif est d'installer des missiles nucléaires et d'attaquer le Nicabragua voisin, en délicatesse avec Washington, pour faire porter la responsabilité de l'attaque sur les Etats-Unis et permettre à la puissance en question de se porter à son secours. Rose avoue que Sinclair était un collègue qui l'avait informée de ses recherches et lui avait donné rendez-vous à Puerto-Deception. Bob, Bill et Rose réussissent à s'échapper, mais Orgonetz les attend au lieu d'embarquement sur le fleuve et les promet à un mort horrible, dévorés par des fourmis carnivores. José surgit alors, accompagné de la police de Puerto Deception, qui arrête Orgonetz et libère les trois amis.
- Article connexe :
- Lien externe :

### Zone Z
- Publication aux éditions Gérard et Cie
- Année de publication : 1973
- Numéro d'ordre dans la série : no 117
- Résumé : Se promenant une nuit à Singapour dans une petite MG, Bob et Bill assistent à l'enlèvement d'une femme par les Henaurmes.
- Remarque :
- Article connexe :
- Lien externe :

### Panne sèche à Serado
- Publication aux éditions Gérard et Cie
- Année de publication : 1973
- Numéro d'ordre dans la série : no 118
- Résumé : Une stupide panne d'essence contraint Bob et Bill à poser leur avion sur l'aéroport de Puerto-Serado. Immédiatement ils sont assignés à résidence à l'hôtel "Wild palm" car les entrées ou les sorties de Serado sont suspendues sur ordre du Président Chabrez.
- Remarque :
- Article connexe :
- Lien externe :

### L'Épée du paladin
- Publication aux éditions Gérard et Cie
- Année de publication : 1973
- Numéro d'ordre dans la série : no 119
- Résumé : Un soir de printemps à l'abbaye de Dordogne, le professeur Hunter rend visite à Bob et Bill et leur demande d'essayer sa nouvelle machine à voyager dans le Temps.
- Remarque :
- Article connexe :
- Lien externe :

### Le Sentier de la guerre
- Publication aux éditions Gérard et Cie
- Année de publication : 1973
- Numéro d'ordre dans la série : no 120
- Résumé : Un homme traverse comme un fou l'autoroute, et manque se faire culbuter par une Jaguar roulant à grande vitesse. La voiture l'évite, freine à mort et s'arrête. Bob et Bill en sortent et vont voir l'homme toujours immobile au milieu de l'autoroute.
- Remarque :
- Article connexe :
- Lien externe :

### Les Voleurs de mémoire
- Publication aux éditions Gérard et Cie
- Année de publication : 1973
- Numéro d'ordre dans la série : no 121
- Résumé : Un savant fou fait des recherches sur la mémoire. Il capture Jules Laborde pour faire ses expériences. Sa fille demande à Bob et Bill de l'aide pour retrouver son père.
- Remarque : Premier volet du cycle du Tigre.
- Article connexe :
- Lien externe :

### Les Poupées de l’Ombre Jaune
- Publication aux éditions Gérard et Cie
- Année de publication : 1974
- Numéro d'ordre dans la série : no 122

### Opération Chevalier Noir
- Publication aux éditions Marabout
- Année de publication : 1974
- Numéro d'ordre dans la série : no 123
- Résumé : A Paris, Bob et Bill sont contactés par Cyrillia Sirius par l'intermédiaire de la télévision de Bob. A Orly, ils rencontrent Cyrillia qui, par transmission de pensée, leur raconte l'histoire de son peuple.
- Remarque :
- Article connexe :
- Lien externe :

### La Mémoire du Tigre
- Publication aux éditions Marabout
- Année de publication : 1974
- Numéro d'ordre dans la série : no 124
- Résumé : Un jour, à Paris, Bob Morane a des hallucinations : Il croit voir Jules Laborde sur un banc, puis Drappier dans un café, et enfin Missotte dans un cinéma, qui, tous, disparaissent subitement.
- Remarque : suite de : Les voleurs de mémoire, no 121. Histoire à suivre dans : La Colère du Tigre, no 125.
- Article connexe :
- Lien externe :

### La Colère du Tigre
- Publication aux éditions Marabout
- Année de publication : 1974
- Numéro d'ordre dans la série : no 125
- Résumé : Bob et Bill continuent d'enquêter. Dans la région de Grenoble, un homme surnommé « Le Tigre » commet des hold-up.
- Remarque : suite de : La Mémoire du Tigre
- Article connexe :
- Lien externe :

### Les Fourmis de l'Ombre Jaune
- Publication aux éditions Marabout
- Année de publication : 1974
- Numéro d'ordre dans la série : no 126
- Résumé : Bob et Bill marchent dans une forêt tropicale. Ils se font attaquer par des hommes, nus, maigres, à la peau livide, armés de barreaux de grille en guise de lance.
- Remarque : Huitième volet de la série intitulée Le Cycle du Temps
- Article connexe :
- Lien externe :

### Les Murailles d'Ananké
- Publication aux éditions Marabout
- Année de publication : 1974
- Numéro d'ordre dans la série : no 127
- Résumé : Simon Lusse décide de faire percer une porte pour accéder plus facilement à son jardin. Il découvre une autre de porte, une porte menant sur « autre chose » et d'où on ne revient jamais.
- Remarque : Premier volet de la série : Ananké
- Article connexe :
- Lien externe :

### Les Damnés de l'or
- Publication aux éditions Marabout
- Année de publication : 1975
- Numéro d'ordre dans la série : no 128
- Résumé : Bob Morane et Bill Ballantine, en vacances à Lima, sont contactés par Clarice Amaral. Elle leur montre le film de Lisbao.
- Remarque : Histoire à suivre dans : La Tête du serpent, no 132.
- Article connexe :
- Lien externe :

### Le Masque du Crapaud
- Publication aux éditions Marabout.
- Année de publication : 1975.
- Numéro d'ordre dans la série : no 129
- Résumé : Dans un théâtre, lors d'une séance d'hypnotisme, Isabelle Mellery, la jeune fille volontaire pour l'expérience, parle avec épouvante de « Crapauds », de « Masque de Crapaud », puis le feu prend dans le théâtre, obligeant à son évacuation.
- Remarque : Bob Morane avait déjà rencontré les extraterrestres Crapauds dans Les Crapauds de la mort (1967, no 86) et L'Empreinte du Crapaud (1968, no 89), et les rencontrera encore dans L'Antre du Crapaud (1996, no 174).

### Les Périls d'Ananké
- Publication aux éditions Marabout
- Année de publication : 1975
- Numéro d'ordre dans la série : no 130
- Résumé : Le groupe, composé de Bob, Bill, Florence Rovensky, Gara et le Doc, avance au milieu d'une forêt d'arbres bleus, sans aucune trace de vie animale.
- Remarque : Deuxième volet de la série: Ananké
- Article connexe :
- Lien externe :

### Guérilla à Tumbaga
- Publication aux éditions Marabout
- Année de publication : 1975
- Numéro d'ordre dans la série : no 131
- Résumé : Dans la mer des Caraïbes à bord d'un petit voilier, Bob et Bill essuient une grosse tempête qui endommage le bateau. Ils sont recueillis par le capitaine Frizo sur le cargo "Eldorado".
- Remarque :
- Article connexe :
- Lien externe :

### La Tête du serpent
- Publication aux éditions Marabout
- Année de publication : 1975
- Numéro d'ordre dans la série : no 132
- Résumé : Quelque temps après, Bob, Bill et Come Vivo se retrouvent sur les ruines du "Camp VII". Bob a attiré dans un piège un groupe d'hommes croyant venir pour une "chasse à l'Indien".
- Remarque : Suite de l'histoire : Les Damnés de l'or, no 128.
- Article connexe :
- Lien externe :

### El Matador
- Publication aux éditions Marabout
- Année de publication : 1975
- Numéro d'ordre dans la série : no 133
- Résumé : Un tueur à gage, surnommé « El Matador » est chargé, par « L'Organisation » de tuer Bob Morane et Bill Ballantine.
- Remarque :
- Article connexe :
- Lien externe :

### Les Anges d'Ananké
- Publication aux éditions Marabout
- Année de publication : 1976
- Numéro d'ordre dans la série : no 134
- Résumé : En face de Bob, Bill, Florence Rovensky, Gara et le Doc, se dresse une très haute colline sur laquelle se tient une pyramide tronquée.
- Remarque : Troisième volet de la série : Ananké
- Article connexe :
- Lien externe :

### Le Poison de l'Ombre Jaune
- Publication aux éditions Marabout
- Année de publication : 1976
- Numéro d'ordre dans la série : no 135
- Résumé : Un peu partout dans le monde, des hommes, des femmes et des enfants meurent de façon inexplicable. 692 000 rien que la première journée, 2 500 000 en trois jours ! Même le Président de la République française est mort.
- Remarque :
- Article connexe :
- Lien externe :

### Le Revenant des Terres rouges
- Publication aux éditions Marabout
- Année de publication : 1976
- Numéro d'ordre dans la série : no 136
- Résumé : En Australie, Bob, Bill et Jock Stuart sont autour d'un feu de camp un soir. Un inconnu à cheval et revêtu d'une armure et d'un heaume de fer arrive, tue Stuart et s'enfuit.
- Remarque :
- Article connexe :
- Lien externe :

### Les Jeux de l'Ombre Jaune
- Publication aux éditions Marabout
- Année de publication : 1976
- Numéro d'ordre dans la série : no 137
- Résumé : Dans une rue déserte d'un quartier de Paris promis à la démolition, Monsieur Ming installe une mystérieuse enseigne sur laquelle est écrit : « Yellow Shadow ».
- Remarque :
- Article connexe :
- Lien externe :

### La Malle à malices
- Publication aux éditions Marabout
- Année de publication : 1976
- Numéro d'ordre dans la série : no 138
- Résumé : C'est une malle bien ordinaire. Sauf qu'elle semble porter la poisse à ses possesseurs. Depuis un siècle, les propriétaires successifs sont tous morts de mort violente.
- Remarque :
- Article connexe :
- Lien externe :

### L'Ombre Jaune fait trembler la Terre
- Publication aux éditions Marabout
- Année de publication : 1976
- Numéro d'ordre dans la série : no 139
- Résumé : Au XXIVe siècle la Patrouille du Temps vient de repérer Ming au début du XXe siècle en train de mettre sur point un plan destiné à provoquer un gigantesque tremblement de terre.
- Remarque : Neuvième volet de la série intitulée Le Cycle du Temps
- Article connexe :
- Lien externe :

### Mise en boîte maison
- Publication aux éditions Marabout
- Année de publication : 1977
- Numéro d'ordre dans la série : no 140
- Résumé : Durant quatre mois, John Smith court derrière Bob Morane, aux quatre coins du monde.
- Remarque :
- Article connexe :
- Lien externe :

### Les Caves d'Ananké
- Publication aux éditions Marabout
- Année de publication : 1977
- Numéro d'ordre dans la série : no 141
- Résumé : Sitôt franchie la rosace, Bob, Bill, Florence Rovensky et Doc continuent dans un souterrain, éclairé par de minuscules champignons luminescents et débouchent dans une grande grotte contenant plusieurs centaines de corps momifiés.
- Remarque : Quatrième volet de la série : Ananké
- Article connexe :
- Lien externe :

### Dans le triangle des Bermudes
- Publication aux éditions Marabout
- Année de publication : 1977
- Numéro d'ordre dans la série : no 142
- Résumé : Au large des Bahamas, Bob et Bill Ballantine sont en vacances. À bord du « Sargasso », ils partent tourner quelques vues sous-marines.
- Remarque :
- Article connexe :
- Lien externe :

### La Prisonnière de l'Ombre Jaune
- Publication aux éditions Librairie des Champs-Élysées
- Année de publication : 1978
- Numéro d'ordre dans la série : no 143
- Résumé : Bob et Bill arrivent à l'abbaye. Le majordome a disparu, mais à sa place, ils trouvent le colonel Graigh de la patrouille du temps.
- Remarque : Dixième volet de la série intitulée Le Cycle du Temps
- Article connexe :
- Lien externe :

### La Griffe de l'Ombre Jaune
- Publication aux éditions Librairie des Champs-Élysées
- Année de publication : 1978
- Numéro d'ordre dans la série : no 144
- Résumé : Bob reçoit une lettre d'Angélina Nosferat lui demandant son aide. Bob et Bill partent pour la Sildavie.
- Remarque : la bande dessinée possède un titre différent : La malédiction de Nosférat.
- Article connexe :
- Lien externe :

### La Tanière du Tigre
- Publication aux éditions Librairie des Champs-Élysées
- Année de publication : 1978
- Numéro d'ordre dans la série : no 145

### Les Plaines d'Ananké
- Publication aux éditions Librairie des Champs-Élysées
- Année de publication : 1979
- Numéro d'ordre dans la série : no 146
- Résumé : Bob, Bill, Florence et le Doc, menés par Victor, sous un soleil de plomb dans une plaine aride, sans un arbre ni ombre. Trois autres murailles à traverser et finalement la 13e porte.
- Remarque : 5e volet de la série Ananké.
- Article connexe :
- Lien externe :

### Le Trésor de l'Ombre Jaune
- Publication aux éditions Librairie des Champs-Élysées
- Année de publication : 1979
- Numéro d'ordre dans la série : no 147
- Résumé : Bob et Bill sont à Hong Kong et un soir ils voient par un pur hasard l'Ombre Jaune qui sort d'une auto noire. Ils le suivent dans un bar.
- Remarque :
- Article connexe :
- Lien externe :

### L'Ombre Jaune et l'Héritage du Tigre
- Publication aux éditions Librairie des Champs-Élysées
- Année de publication : 1979
- Numéro d'ordre dans la série : no 148
- Résumé : M. Ming (alias l’Ombre Jaune) retrouve la trace de Jules Laborde, dont la vie a été exposée dans le roman précédent. Il s'empare de Laborde et le maîtrise. Il entreprend sa rééducation et le force à révéler les secrets scientifiques qu'il détient. Pendant le récit, Laborde va se transformer en tigre, réminiscence de Kâla, le tigre royal du Bengale. Le roman se conclut sur une défaite de M. Ming.
- Remarque : La suite des aventures de Jules Laborde est racontée dans le volume suivant, Le Soleil de l'Ombre Jaune.
- Article connexe :
- Lien externe :

### Le Soleil de l'Ombre Jaune
- Publication aux éditions Librairie des Champs-Élysées
- Année de publication : 1979
- Numéro d'ordre dans la série : no 149
- Remarque : Onzième volet de la série intitulée Le Cycle du Temps

### Trafics à Paloma
- Publication aux éditions Librairie des Champs-Élysées
- Année de publication : 1980
- Numéro d'ordre dans la série : no 150
- Résumé : Bob et Bill voguent sur un voilier mais celui-ci est endommagé et coule. Sur le pneumatique de secours, ils croisent un navire qui refuse de les recueillir.
- Remarque :
- Article connexe :
- Lien externe :

### Des loups sur la piste
- Publication aux éditions Librairie des Champs-Élysées
- Année de publication : 1980
- Numéro d'ordre dans la série : no 151
- Résumé : Bob et Bill sont au Québec lorsqu'un Boeing d'Air France qui survole le Labrador est contraint à un atterrissage forcé à la suite d'un problème.
- Remarque :
- Article connexe :
- Lien externe :

### Snake
- Publication aux éditions Librairie des Champs-Élysées
- Année de publication : 1980
- Numéro d'ordre dans la série : no 152
- Résumé : À Bruxelles, Snake porte un collier autour du cou qui se transforme en serpent. Bob et Bill apprennent que plusieurs personnes se sont fait mordre par ce serpent.
- Remarque :
- Article connexe :
- Lien externe :

### Trois Petits Singes
- Publication aux éditions Librairie des Champs-Élysées
- Année de publication : 1980
- Numéro d'ordre dans la série : no 153
- Résumé : En pleine jungle de Bornéo, un avion s'écrase. De passage à Jakarta, Bob et Bill rendent visite à un ami mais le découvrent mourant. Avant de mourir, il parle de singe. Bob, Bill partent vers le lieu de l'accident pour récupérer les « trois petits singes ».
- Remarque :
- Article connexe :
- Lien externe :

### L'Œil du samouraï
- Publication aux éditions Hachette
- Année de publication : 1982
- Numéro d'ordre dans la série : no 154
- Résumé : Bob Morane est au Japon en vacances. À l'hôtel, il se fait kidnapper ainsi que tous les clients de l'établissement.
- Remarque :
- Article connexe :
- Lien externe :

### Les Yeux du brouillard
- Publication aux éditions Hachette
- Année de publication : 1982
- Numéro d'ordre dans la série : no 155
- Résumé : Bob et Bill poursuivent un agresseur qui semble se désintégrer brusquement. Du même coup, une femme est enlevée par Miss Ylang-Ylang.
- Remarque :
- Article connexe :
- Lien externe :

### L'Arbre de la vie
- Publication aux éditions Fleuve Noir
- Année de publication : 1988
- Numéro d'ordre dans la série : no 156
- Résumé : Bob et Bill partent secourir Aristide Clairembart prisonnier derrière une muraille de glace.
- Remarque :
- Article connexe :
- Lien externe :

### L'Ombre Jaune s'en va-t-en guerre
- Publication aux éditions Fleuve Noir
- Année de publication : 1988
- Numéro d'ordre dans la série : no 157
- Résumé :  Des catastrophes ont lieu partout en Europe. L'Ombre Jaune serait-il coupable de ces situations ? À Bob et Bill de le découvrir.
- Remarque :
- Article connexe :
- Lien externe :

### L'Exterminateur
- Publication aux éditions Fleuve Noir
- Année de publication : 1989
- Numéro d'ordre dans la série : no 158
- Résumé : Un homme cybernétique et bionique, conçu par les États-Unis est enlevé et reprogrammé par le SMOG. Bob et Bill sont requis pour le récupérer et Ming vise le même objectif.
- Remarque :
- Article connexe :
- Lien externe :

### Les Berges du temps
- Publication aux éditions Fleuve Noir
- Année de publication : 1989
- Numéro d'ordre dans la série : no 159
- Résumé : Bob et Bill se trouvent pris dans une monde à cinq dimensions.
- Remarque : Premier volet d'une série de trois du : Cycle de Cristal.
- Article connexe :
- Lien externe :

### La Nuit des négriers
- Publication aux éditions Fleuve Noir
- Année de publication : 1989
- Numéro d'ordre dans la série : no 160
- Résumé : Sophia Paramount doit secourir Bob et Bill victimes du baron de La Maille.
- Remarque :
- Article connexe :
- Lien externe :

### Le Jade de Séoul
- Publication aux éditions Fleuve Noir
- Année de publication : 1990
- Numéro d'ordre dans la série : no 161
- Résumé : Bob et Bill sont aux prises avec le SMOG à Séoul lors d'un reportage.
- Remarque :
- Article connexe :
- Lien externe :

### La Cité des rêves
- Publication aux éditions Fleuve Noir
- Année de publication : 1990
- Numéro d'ordre dans la série : no 162
- Résumé : Bill et Sophia doivent secourir Bob prisonnier en Amérique centrale.
- Remarque :
- Article connexe :
- Lien externe :

### Rendez-vous à Maripasoula
- Publication aux éditions Fleuve Noir
- Année de publication : 1991
- Numéro d'ordre dans la série : no 163
- Résumé : Bob et Bill enquêtent sur la disparition d'un hélicoptère qui a la faculté de devenir invisible.
- Remarque :
- Article connexe :
- Lien externe :

### La Panthère des Hauts-Plateaux
- Publication aux éditions Claude Lefrancq Editeur
- Année de publication : 1992
- Numéro d'ordre dans la série : no 164
- Résumé : Dispute entre Roman Orgonetz et Miss Ylang-Ylang dans l'organisation du SMOG. Bob Morane sera victime de cette situation.
- Remarque :
- Article connexe :
- Lien externe :

### La Guerre du cristal
- Publication aux éditions Claude Lefrancq Editeur
- Année de publication : 1992
- Numéro d'ordre dans la série : no 165
- Résumé : Bob et Bill doivent se défendre contre l'attaque de cristaux géants.
- Remarque : Deuxième volet d'une série de trois du : Cycle de Cristal.
- Article connexe :
- Lien externe :

### Les Larmes du soleil
- Publication aux éditions Claude Lefrancq Editeur
- Année de publication : 1993
- Numéro d'ordre dans la série : # 166
- Résumé : Bob Morane doit fuir dans une forêt du Pérou, poursuivi par des guérilleros.
- Remarque :
- Article connexe :
- Lien externe :

### Les Démons de la guerre
- Publication aux éditions Claude Lefrancq Editeur
- Année de publication : 1993
- Numéro d'ordre dans la série : # 167
- Résumé : Un collier sans valeur acheté par Bill aura des répercussions inattendues.
- Remarque :
- Article connexe :
- Lien externe :

### Les Déserts d'Amazonie
- Publication aux éditions Claude Lefrancq Editeur
- Année de publication : 1993
- Numéro d'ordre dans la série : # 168
- Résumé : Bob et Bill se rendent au Brésil à la recherche de Sophia qui a disparu.
- Remarque :
- Article connexe :
- Lien externe :

### Bételgeuse & Co.
- Publication aux éditions Claude Lefrancq Editeur
- Année de publication : 1993
- Numéro d'ordre dans la série : # 169
- Résumé : Sophia Paramount vient d'hériter d'une grande plantation d'hévéas en Malaisie. Elle doit par contre signer des documents rapidement si elle veut prendre possession de cet héritage.
- Remarque :
- Article connexe :
- Lien externe :

### Le Réveil de Kukulkan
- Publication aux éditions Claude Lefrancq Editeur
- Année de publication : 1994
- Numéro d'ordre dans la série : # 170
- Résumé : Au Mexique, Bob, Bill, Aristide et Sophia font une expédition dans une région où il se trouverait le temple de Kukulkan.
- Remarque :
- Article connexe :
- Lien externe :

### L'Anneau de Salomon
- Publication aux éditions Claude Lefrancq Editeur
- Année de publication : 1995
- Numéro d'ordre dans la série : # 171
- Résumé : Bob et Bill sont à Jérusalem avec Sophia Paramount. Roman Orgonetz du SMOG est impliqué dans la mort d'un antiquaire que les trois amis devaient rencontrer à la demande d'Aristide Clairembart.
- Remarque :
- Article connexe :
- Lien externe :

### Les 1001 Vies de l'Ombre Jaune
- Publications :
  - 1995, aux éditions Claude Lefrancq Editeur
  - 2017, aux éditions Ananké, collection Tout Bob Morane no 58  (ISBN 978-1975857233), pages 14 à 132.
- Numéro d'ordre dans la série : no 172
- Personnages principaux : Bob Morane, Sophia Paramount, colonel Graigh, M. Ming, Pr Aristide Clairembart, Eliphas Sarasian, Oswald Bridgeson.
- Résumé :
  - Mise en place de l'intrigue : Le récit est exposé en 16 courts chapitres. À Londres, Eliphas Sarasian et Oswald Bridgeson sont en possession de vieux documents (récits tronqués, livres) qu'ils font parvenir à Paris au professeur Clairembart. Celui-ci fait appel à Bob Morane pour l’aider à les traduire et à les mettre en forme. Ces documents laissent à penser que Ming, le grand ennemi de Bob Morane, aurait vécu depuis plusieurs siècles, et qu'il avait connu Marco Polo, le comte de Saint-Germain, Robespierre, Napoléon Bonaparte. Il aurait conseillé l'Empereur quelques heures avant la bataille d'Austerlitz.
  - Enquête et aventures : Morane et Clairembart se rendent à Londres pour rencontrer Eliphas Sarasian mais l'homme a disparu. Ils tentent de rencontrer Oswald Bridgeson mais lui-aussi semble avoir disparu. Alors qu'ils se posent des questions sur la disparition des deux hommes et se demandent si les documents et livres transmis sont vrais ou s'ils consistent en une tentative de manipulation sophistiquée de Ming, ils sont contactés par le colonel Graigh, de la Patrouille du Temps : on sait que M. Ming va voyager dans le temps et qu'il va déposer une cassette vidéo VHS au British Museum le 12 novembre 1888. Il demande à Bob de voyager dans le temps et de récupérer cette cassette vidéo. Bob accepte, à la condition d'être accompagné. Bill Ballantine s'étant blessé à la cheville, c'est à Sophia Paramount qu'il propose de l'accompagner. La jeune journaliste accepte. Tous deux prennent un Temposcaphe et arrivent à la date prévue, un siècle auparavant. Ils surveillent les lieux, voient Ming arriver et disposer la cassette vidéo. Ils s'emparent de celle-ci. Mais Bob Morane décide de suivre seul Ming, Sophia restant dans la machine temporelle. Après une demi-heure de filature, il est assommé. Il se retrouve dans une geôle avec Eliphas Sarasian et Oswald Bridgeson. Ils se libèrent et rejoignent Sophia Paramount. Ils font leur rapport à la Patrouille du Temps. Eliphas Sarasian et Oswald Bridgeson ont leurs souvenirs effacés par la Patrouille. On apprend que le film de la cassette vidéo est faux : des images digitales ont été incrustées et laissaient faussement croire que M. Ming avait conversé avec Marco Polo, Robespierre et Napoléon. Plus tard, Bob Morane est de nouveau enlevé. Il est présenté devant M. Ming qui déclare que tout, depuis le début, était une manipulation de sa part. Il voulait « jouer » avec Bob et la Patrouille du Temps et dit s'être bien amusé. Selon lui, il ne faut accorder aucun crédit au film et aux documents écrits. Il relâche Bob Morane sans lui faire de mal.
  - Dénouement et révélations finales : Dans les dernières pages, on apprend que si effectivement les images du film étaient fausses, en revanche les documents écrits n'ont pas été falsifiés. De plus, la Patrouille du Temps dit disposer de la preuve montrant que M. Ming était bien présent à Austerlitz la veille de la grande bataille.
- Remarque : on apprend que le nom complet de Ming est « Ming Taï Tsou ».
- Lien externe : « Liste des publications du roman en France » sur le site NooSFere

### La Bête hors des âges
- Publications :
  - 1996, aux éditions Claude Lefrancq Editeur
  - 2017, aux éditions Ananké, collection Tout Bob Morane no 58  (ISBN 978-1975857233), pages 133 à 242.
- Numéro d'ordre dans la série : no 173
- Dédicace : « Pour Coralie Audebert, en souvenir de Coralie Fearless ».
- Personnages : Bob Morane, Bill Ballantine, Coralie Fearless, la Bête.
- Résumé :
  - Mise en place de l'intrigue : Le récit est exposé en 17 courts chapitres. Bob Morane et Bill Ballantine visitent des îles du Pacifique Sud. Sur l'une d'elles, leur avion tombe en panne et ils sont bloqués sur l'île. Peu après, un autre avion se pose sur l'île. Cet avion est piloté par une jeune femme, Coralie Fearless. Coralie a décidé de traverser le Pacifique d'ouest en est, depuis Hong Kong jusqu'au Chili.
  - Enquête et aventures : Les deux hommes réparent l'avion de Coralie et lui demandent de les prendre en charge. Elle accepte et Bob Morane prend les commandes. Malheureusement, l'avion de Coralie tombe de nouveau en panne et la radio est hors-service. Bob est obligé de se poser sur une île volcanique située en plein océan, quelque part entre les îles Gilbert et les îles Marshall. Ils visitent l'île et découvrent qu'elle avait abrité une garnison japonaise cinquante ans auparavant, durant la Seconde Guerre mondiale. Ils découvrent aussi que les Japonais avaient pratiqué des expériences biologiques et chimiques sur des prisonniers chinois. La découverte de documents japonais ne laisse aucun doute sur les sinistres expériences pratiquées dans l'île. Mais tous les membres de la garnison ont été tués par ce qui ressemble à un rayon laser, ce qui est impossible, puisque cette technologie n'a été découverte que bien après. Le lendemain, le trio entend d'étranges bruits. Ils ne tardent pas à découvrir que l'île est habitée par un monstre inattendu, entièrement composé d'énergie. C'est sans doute lui qui avait tué les Japonais avec des rayons puissants. Peut-être les travaux effectués par les Japonais au sein de la cheminée du volcan avaient-ils « réveillé la Bête » ? Quoi qu'il en soit, cette Bête les attaque et veut les tuer. Ils fuient, mais ripostent par la suite avec des armes trouvées dans les entrepôts japonais. Ces armes et munitions (fusils, mitrailleuses, cartouches) fonctionnent encore. Attaquée, la Bête est blessée. Allant en reconnaissance au cœur de la cheminée du volcan, Bob découvre que le monstre est capable de s'auto-régénérer. Le trio décide de trouver de nouvelles armes et de détruire définitivement la Bête. Ils lancent leur attaque au sein même de son repaire, dans la cheminée du volcan. Tandis qu’elle les poursuit, ils font éclater des charges de dynamite placées dans la cheminée. Celle-ci est, du coup, rebouchée, et la Bête reste ensevelie et bloquée sous des milliers de tonnes de pierre.
  - Dénouement et révélations finales : Quelques jours après, ils parviennent à réparer leur avion et à reprendre leur périple. Bob et Bill rentrent en Europe. Bob envoie un courrier anonyme à des administrations françaises et américaines concernant leur expérience vécue, avec des indications pour localiser l'île. Il y joint des photographies et des copies des documents japonais retrouvés. Plus tard, il apprend qu’une expédition franco-américaine est organisée pour explorer l'île volcanique.

### L'Antre du Crapaud
- Publications :
  - 1996, aux éditions Claude Lefrancq Editeur
  - 2017, aux éditions Ananké, collection Tout Bob Morane no 58  (ISBN 978-1975857233), pages 243 à 368.
- Numéro d'ordre dans la série : no 174
- Personnages : Bob Morane, Bill Ballantine, David Ogström, Alicia Ogström, Haynes, Aude de Machelouve, les Crapauds, les Puntos Rojos.
- Résumé :
  - Mise en place de l'intrigue : Le récit est exposé en 17 courts chapitres. Au Brésil, Bob Morane et Bill Ballantine rencontrent le Pr David Ogström, accompagné de sa fille Alicia. Le savant souhaite rechercher dans la dense forêt amazonienne un coléoptère dont on lui a dit qu'il possède des facultés médicinales extraordinaires. Peu après, Bob et Bill se rendent dans une résidence que Bob Morane utilise au Pérou (propriété de la Vallée du Lac Bleu).
  - Enquête et aventures : Quelques semaines après, ils apprennent par les médias que le Pr Ogström a mystérieusement disparu en Amazonie. Bob et Bill décident d'aller à son secours. Ils vont voir Alicia Ogström et se renseignent sur le chemin pris par son père. Le trio se met en route. Ils découvrent qu'à proximité de la disparition du savant, il y a un village d'indiens. Ceux-ci sont agressifs. Les trois aventuriers découvrent un vaisseau spatial appartenant à l'espèce extraterrestre des Crapauds, que Bob et Bill avaient déjà croisés dans diverses aventures. Ils délivrent David Ogström mais doivent faire face aux « Crapauds de la mort ». Ils prennent la fuite hors du vaisseau spatial, poursuivis à la fois par les Crapauds et par les indiens Puntos Rojos.
  - Dénouement et révélations finales : Après des aventures, ils parviennent finalement à revenir dans une zone habitée et reliée au réseau routier. David Ogström et sa fille saluent Bob et Bill, et leur explique qu'il est particulièrement heureux : il a réussi à capturer plusieurs exemplaires de la coccinelle qu'il était venu chercher en Amazonie. Pour sa part Bob Morane se demande combien il reste sur Terre de vaisseaux extraterrestres des Crapauds.
- Remarque : Bob Morane avait déjà rencontré les extraterrestres Crapauds dans Les Crapauds de la mort (1967), L'Empreinte du Crapaud (1968) et Le Masque du Crapaud (1975).

### Yang = Yin
- Publication aux éditions Claude Lefrancq Editeur
- Année de publication : 1996
- Numéro d'ordre dans la série : # 175
- Résumé : Bob Morane en visite à San Francisco se dirige chez un antiquaire qu'il connait. Lorsqu'il arrive à la boutique, il trouve l’antiquaire mourant, empoisonné.

### Les Pièges de cristal
- Publication aux éditions Claude Lefrancq Editeur
- Année de publication : 1997
- Numéro d'ordre dans la série : # 176
- Résumé : Les Cristaux sont de retour. Bob Morane est contacté par le commissaire Daudrais et l’emmène voir le corps d'un homme qui commence à se cristalliser.
- Remarque : Troisième volet d'une série de trois du Cycle de Cristal.
- Article connexe :
- Lien externe :

### La Guerre du Pacifique n'aura pas lieu
- Publication aux éditions Claude Lefrancq Editeur
- Année de publication : 1997
- Numéro d'ordre dans la série : no 177
- Résumé : Bob, Bill et Sophia seront impliqués par la Patrouille du Temps à l'époque de la Seconde Guerre mondiale.
- Remarque :
- Article connexe :
- Lien externe :

### Santeria Drums
- Publication aux éditions Claude Lefrancq Editeur
- Année de publication : 1998
- Numéro d'ordre dans la série : # 178
- Résumé : Bob Morane doit secourir son ami Bill Ballantine à Cuba aux prises avec l'organisation SMOG.
- Remarque : Histoire à suivre dans le roman : Demonia Maxima.
- Article connexe :
- Lien externe :

### Demonia Maxima
- Publication aux éditions Claude Lefrancq Editeur
- Année de publication : 1998
- Numéro d'ordre dans la série : # 179
- Résumé : De retour de Cuba, à Genève, Bob et Bill tentent d'entrer au siège de l’O.N.U. pour les avertir du danger qui menace.
- Remarque : Suite du roman : Santeria Drums
- Article connexe :
- Lien externe :

### Le Pharaon de Venise
- Publication aux éditions Claude Lefrancq Editeur
- Année de publication : 1999
- Numéro d'ordre dans la série : # 180
- Résumé : A Venise, Bob est dans son palazzo. Il trouve dans la bibliothèque trois dossiers et constate la disparition mystérieuse d'une momie.
- Remarque :
- Article connexe :
- Lien externe :

### L'Œil de l’iguanodon
- Publication aux éditions Claude Lefrancq Editeur
- Année de publication : 2000
- Numéro d'ordre dans la série : # 181
- Résumé : Bob Morane fait un drôle de rêve. Des dinosaures sont contaminés par les réserves de carburant d'un vaisseau extra-terrestre en perdition.
- Remarque :
- Article connexe : Iguanodon
- Lien externe :

### Les Passagers du miroir
- Publication aux éditions Ananké/Lefrancq
- Année de publication : 2001
- Numéro d'ordre dans la série : # 182
- Résumé : Bob doit hériter d'une maison à Bruxelles et de tout ce qui se trouve dedans. Il est spécifié dans le testament de prendre garde aux miroirs.
- Remarque :
- Article connexe :
- Lien externe :

### Le Dernier Massaï
- Publication aux éditions Ananké/Lefrancq
- Année de publication : 2001
- Numéro d'ordre dans la série : # 183
- Résumé :Bob Morane enquête sur le trafic d’ivoire en Afrique au Kenya.
- Remarque :
- Article connexe :
- Lien externe :

### La Fille de l'anaconda
- Publication aux éditions Ananké/Lefrancq
- Année de publication : 2002
- Numéro d'ordre dans la série : # 184
- Résumé : Bob et Bill dans la Vallée du Lac Bleu, au Pérou, aideront Sophia à secourir une amie de celle-ci.
- Remarque :
- Article connexe :
- Lien externe :

### Le Portrait de la Walkyrie
- Publication aux éditions Ananké/Lefrancq
- Année de publication : 2002
- Numéro d'ordre dans la série : # 185
- Résumé : Bob et Bill reçoivent une invitation pour une conférence sur « Le portrait de la Walkyrie ».
- Remarque : Premier volet d'une série de quatre du Cycle des Harkans
- Article connexe :
- Lien externe :

### Les Esprits du vent et de la peste
- Publication aux éditions Ananké/Lefrancq
- Année de publication : 2003
- Numéro d'ordre dans la série : # 186
- Résumé : Bob Morane décide d’aller voir un ami à sa boutique d’antiquités. En arrivant à la boutique, il trouve un vieillard mourant.
- Remarque :
- Article connexe :
- Lien externe :

### L'Anse du pirate
- Publication aux éditions Ananké/Lefrancq
- Année de publication : 2003
- Numéro d'ordre dans la série : # 187
- Résumé : Bob fait de la plongée sous-marine et découvre enfoui au milieu de la vase un coffre orné d'une croix gammée.
- Remarque :
- Article connexe :
- Lien externe :

### La Plume de cristal
- Publication aux éditions Ananké
- Année de publication : 2004
- Numéro d'ordre dans la série : # 189
- Résumé : Bob Morane rencontre à la gare Rachel Vandendooren qui doit jouer dans un film. Arrivé à son hôtel, ils apprennent que les membres de l'équipe de repérage du film ont tous été tués.
- Remarque : Deuxième volet d'une série de quatre du Cycle des Harkans
- Article connexe :
- Lien externe :

### L'Émissaire du 6 juin
- Publication aux éditions Ananké
- Année de publication : 2004
- Numéro d'ordre dans la série : # 191
- Résumé : Bob accepte de voyager dans le temps afin de savoir ce qu'est devenu une liste comportant les noms d'officiers supérieurs allemands ayant collaboré avec les Alliés au moment du débarquement du 6 juin 1944.
- Remarque : Histoire à suivre dans le roman : Retour à « Overlord », # 195.
- Article connexe :
- Lien externe :

### La Lumière de l'Ombre Jaune
- Publication aux éditions Ananké
- Année de publication : 2004
- Numéro d'ordre dans la série : # 192
- Résumé : Bob et Bill voit le professeur Hutton renversé et jeté dans la Seine sous le choc par un véhicule. Bob découvre un petit masque de l'Ombre Jaune dans la main du professeur.
- Remarque :
- Article connexe :
- Lien externe :

### La Porte du cauchemar
- Publication aux éditions Ananké
- Année de publication : 2005
- Numéro d'ordre dans la série : # 194
- Résumé : Bob et Bill décident de gagner l'Afghanistan où se trouvent les laboratoires secrets de Ghost.
- Remarque : Troisième volet d'une série de quatre du Cycle des Harkans
- Article connexe :
- Lien externe :

### Retour à «Overlord»
- Publication aux éditions Ananké
- Année de publication : 2005
- Numéro d'ordre dans la série : # 195
- Résumé : Bob Morane se réveille dans son appartement pour se retrouver devant le colonel Graigh qui lui demande de retourner au 6 juin 1944.
- Remarque : Suite du roman : L'Émissaire du 6 juin
- Article connexe :
- Lien externe :

### L'Affaire du Louvre
- Publication aux éditions Ananké (ISBN : …)
- Année de publication : 2005
- Numéro d'ordre dans la série : # 196
- Résumé : Bob Morane est témoin d'un vol de diamants de grande valeur. Il se rend compte qu'il a assisté au vol, sans comprendre qu'il s'agissait d'un vol.
- Remarque :
- Article connexe :
- Lien externe :

### Les Ruines de Barkalia
- Publication aux éditions Ananké (ISBN : …)
- Année de publication : 2006
- Numéro d'ordre dans la série : # 198
- Résumé : Quand Bob, Bill et une amie passent une porte, ils sortent d'une grande arche de pierre et sont dans une plaine étonnamment éclairée par deux lunes.
- Remarque : Dernier volet d'une série de quatre du Cycle des Harkans
- Article connexe :
- Lien externe :

### Les Cavaliers de l'apocalypse
- Publication aux éditions Ananké (ISBN : …)
- Année de publication : 2006
- Numéro d'ordre dans la série : # 199
- Résumé : Bob reçoit un appel téléphonique de Clairembart qui lui demande de le rejoindre en plein Pays Cathare. Un inconnu lui déconseille d'aller rejoindre le professeur.
- Remarque :
- Article connexe :
- Lien externe :

### Les Secrets de L'Ombre Jaune
- Publication aux éditions Ananké (ISBN : …)
- Année de publication : 2006
- Numéro d'ordre dans la série : # 200
- Résumé : L'Ombre Jaune met au point un plan diabolique pour imposer sa loi. Bob et Bill enquêtent sur des morts mystérieuses.
- Remarque :
- Article connexe :
- Lien externe :

### Les Nuits de l'Ombre jaune
- Publication aux éditions Ananké (ISBN : …)
- Année de publication : 2006
- Numéro d'ordre dans la série : # 202
- Résumé : Bob et Bill doivent combattre l'Ombre Jaune à travers le temps à différents endroits pour éviter que celui-ci ne change le cours du temps. Ils sont aidés par la Patrouille du Temps ainsi que par Miss Ylang-Ylang.
- Remarque : écrit avec Christophe Corthouts
- Article connexe :
- Lien externe :

### Mngwa!
- Publication aux éditions Ananké (ISBN : …)
- Année de publication : 2006
- Numéro d'ordre dans la série : # 204
- Résumé :Le « Mngwa », monstre légendaire, fait régner la terreur au Simbaland. Bob Morane se heurtera à toutes les forces qui se déchainent sur l'Afrique ancestrale.
- Remarque : Dernier roman complet édité d'Henri Vernes (source : facebook.com/henri.vernes.7 - 17 avril 2017)
- Article connexe :
- Lien externe :

### L'Énigme du pôle (La Chose dans les glaces)
- Publication aux éditions Ananké (ISBN : …)
- Année de publication : 2007
- Numéro d'ordre dans la série : # 206
- Résumé :Bob et Bill sont envoyés au cœur d’une station de ski des Alpes françaises pour un reportage consacré à Graham Grandson, magnat de la presse qui s’apprête à dévoiler un secret extraordinaire.
- Remarque : Avec la collaboration de Christophe Corthouts 1re partie
- Article connexe :
- Lien externe :

### L'Énigme du pôle (Les Hommes sans passé)
- Publication aux éditions Ananké (ISBN : …)
- Année de publication : 2007
- Numéro d'ordre dans la série : # 206
- Résumé : Descente au cœur même de la banquise, la sortie de la faille empruntée par le groupe d'explorateurs débouchait sur un escarpement naturel que le système d'éclairage artificiel mis en place faisait briller tel un gigantesque miroir.
- Remarque : Avec la collaboration de Christophe Corthouts. 2e partie
- Article connexe :
- Lien externe :

### Les Géants de Mu
- Publication aux éditions Ananké  (ISBN 9782874181474)
- Année de publication : 2007
- Numéro d'ordre dans la série : # 208
- Résumé : Bob et Bill sont sur l’Île de Pâques et comptent profiter de ce séjour pour récolter le plus de renseignements possibles sur l’ancienne civilisation pascuane pour leur ami Clairembart.
- Remarque : d'après la BD (remake du numéro #110 "Les Spectres d'Atlantis")
- Article connexe :
- Lien externe :

### Le Piège infernal(tome 1 -Le Conseil des 7 sages)
- Publication aux éditions Ananké (ISBN : …)
- Année de publication : 2010
- Numéro d'ordre dans la série : # 216
- Résumé :Bob Morane s'apprête à quitter le Palacayos quand il se retrouve en état d'arrestation. Il est accusé de meurtre et risque la peine de mort. Il va devoir se souvenir de ses moindres faits et gestes depuis son arrivée dans ce pays.
- Remarque :
- Article connexe :
- Lien externe :

### La Bête aux 6 doigts
- Publication aux éditions Ananké (ISBN : …)
- Année de publication : 2009
- Numéro d'ordre dans la série : # 217
- Résumé : La Bête aux Six Doigts n'aurait pu n'être qu'un phénomène de foire s'il n'avait été un terroriste de la pire espèce. Bob Morane devra l'affronter.
- Remarque :
- Article connexe :
- Lien externe :

### Le Piège infernal(tome 2 -Yukon Quest)
- Publication aux éditions Ananké (ISBN : …)
- Année de publication : 2011
- Numéro d'ordre dans la série : # 220
- Résumé : Bob Morane s'évade du Palacayos et doit retrouver Cécile Fougères, seule personne capable de l'innocenter définitivement. Il participe à la Yukon Quest, course de chiens de traîneaux reliant le Canada à l'Alaska.
- Remarque : écrit par Henri Vernes avec la collaboration de Philippe Durant

### Le Piège infernal(tome 3 -Chantage mortel / La Casse du siècle)
- Publication aux éditions Ananké (ISBN : …)
- Année de publication : 2011
- Numéro d'ordre dans la série : # 221
- Résumé : Bob Morane n'a pas le choix, pour obtenir sa grâce totale signée par le président du Palacayos, il doit organiser sur le sol américain l'attaque d'un fourgon postal contenant le montant de la dette du Palacayos aux États-Unis : 500 millions de dollars.
- Remarque : écrit par Henri Vernes avec la collaboration de Philippe Durant

### Le Piège infernal(tome 4 -Contre-attaque)
- Publication aux éditions Ananké (ISBN : …)
- Année de publication : 2012
- Numéro d'ordre dans la série : # 228
- Résumé : Bob Morane est arrêté une nouvelle fois par les autorités pour un crime qu'il n'a pas commis, il est emprisonné à Isla Diavola la pire des prisons, puisque officiellement elle n'existe pas. Il aura besoin de l'aide de Bill pour être libéré et retrouver Cécile Fougères pour lui arracher la vérité. Le mystérieux Docteur Xhatan est retrouvé dans ce roman.
- Remarque : écrit par Henri Vernes avec la collaboration de Christophe Corthouts.
- Article connexe :
- Lien externe :

### L'Or gris de Bolivie
- Auteur : Henri Vernes avec la collaboration de Gilles Devindilis
- Publication aux éditions Ananké  (ISBN 9782874182518)
- Année de publication : 2012
- Numéro d'ordre dans la série : no 229
- Résumé : Le commandant Morane doit tenter de ruiner les plans mafieux de l'organisation SMOG en Bolivie. Il retrouve son terrible ennemi l'Homme aux Dents d'Or.

## Bob Morane (les nouveaux auteurs)
Depuis 2012, c'est Gilles Devindilis qui a été désigné par les éditions Ananké pour à la fois poursuivre et relancer la série en créant le concept des Nouvelles Aventures de Bob Morane (# NA).

### Duplication
- Auteur : Gilles Devindilis
- Publication aux éditions Ananké  (ISBN 9782874182556)
- Année de publication : 2012
- Numéro d'ordre dans la série : # NA00
- Résumé : Des événements bizarres vont ponctuer la vie de Bob et Bill alors qu'ils s'apprêtent à se rendre en Chine avec leur ami Frank Reeves. Des événements derrière lesquels se cacherait leur pire ennemi… l'Ombre Jaune.

- Remarque : fait partie des nouvelles aventures de Bob Morane.

### Le Sanctuaire des Arrowukas
- Auteur : Gilles Devindilis
- Publication aux éditions Ananké
- Année de publication : 2013
- Numéro d'ordre dans la série : # NA01
- Résumé : lorsque Bob Morane se réveille un matin dans la chambre de son appartement parisien, il est loin de se douter que les évènements inscrits dans sa mémoire ne sortent pas d'un mauvais rêve mais bien d'un plan effroyable réalisé par son pire ennemi l'Ombre Jaune.
- Remarque: nouvelle aventure XXe siècle VINTAGE.

### Alerte à Londres
- Auteur : Gilles Devindilis
- Publication aux éditions Ananké
- Année de publication : septembre 2013
- Numéro d'ordre dans la série : # NA02
- Résumé : depuis ce jour où Bob Morane s'est réveillé chez lui pour y apprendre que l'Ombre Jaune lui avait fait subir une duplication, il est obligé d'accepter son double sort : être une copie d'un Bob Morane original et se résoudre à vivre en plein milieu des années cinquante d'un univers parallèle.
- Remarque: nouvelle aventure XXe siècle VINTAGE.

### Les Faiseurs d'oasis
- Auteur : Gilles Devindilis
- Publication aux éditions Ananké
- Année de publication : janvier 2014
- Numéro d'ordre dans la série : # NA03
- Résumé : naufragé du temps, en plein cœur des années cinquante, Bob Morane n'a d'autre choix que de s'adapter à sa nouvelle condition, et il lui faut gagner sa vie.
- Remarque : nouvelle aventure XXe siècle VINTAGE

### La Cité Hors du Temps
- Auteur : Gilles Devindilis
- Publication aux éditions Ananké
- Année de publication : 2014
- Numéro d'ordre dans la série : # NA04
- Résumé : prisonniers inconscients quelque part dans une cité qui n'existe pas, sort partagé par Bob, Bill et Sophia depuis qu'ils sont tombés entre les mains de l'Ombre Jaune à la suite de la Duplication.
- Remarque : nouvelle aventure XXIe siècle.

### Kustland ou L'Invisible menace
- Auteur: Gilles Devindilis
- Publication aux éditions Ananké
- Année de publication: 2017
- Numéro d'ordre de la série: # NA05
- Résumé : Bob et Bill acceptent de se joindre aux membres d'un comité appelé 'SSI' (pour Service Spécial Investigations) créé par le Colonel Jouvert. Ils doivent combattre le SMOG contre une menace nucléaire. Bob Morane devra encore une fois combattre Miss Ylang-Ylang.
- Remarque: Nouvelle aventure XXIe siècle.

### L'Écumeuse de la Jamaïque
- Auteur : Gilles Devindilis
- Publication aux éditions Ananké
- Année de publication : 2017
- Numéro d'ordre de la série : NA06
- Résumé : Bob Morane et Bill Ballantine, en vacances dans les Caraïbes près des côtes de la Jamaïque, répondent à un appel dans la nuit. Une nouvelle aventure où ils sont confrontés à des écumeurs des mers.
- Remarque : Nouvelle aventure XXe siècle VINTAGE.

### Virus AL-1
- Auteur: Gilles Devindilis
- Publication aux éditions Ananké
- Année de publication : 2018
- Numéro d'ordre de la série : NA07
- Résumé : de retour en Afrique centrale en plein milieu des années 1950, Bob Morane et Bill Ballantine redécouvrent la région des Monts Bongo au pied desquels coule la rivière N'Golo. C'est là aussi que se situe Walobo où jadis Bob rencontra son ami, Allan Wood.
- Remarque : nouvelle aventure XXe siècle VINTAGE.

### L'Empire des chimères
- Auteur : Gilles Devindilis
- Publication aux éditions Ananké
- Année de publication : 2019
- Numéro d'ordre de la série: NA08
- Résumé :
- Remarque : nouvelle aventure XXIe siècle VINTAGE.

### Outre-Tombe
- Auteur : Gilles Devindilis
- Publication aux éditions Ananké
- Année de publication : 2021
- Numéro d'ordre de la série : NA09
- Résumé :
- Remarque : nouvelle aventure XXIe siècle VINTAGE.